# 景山公园

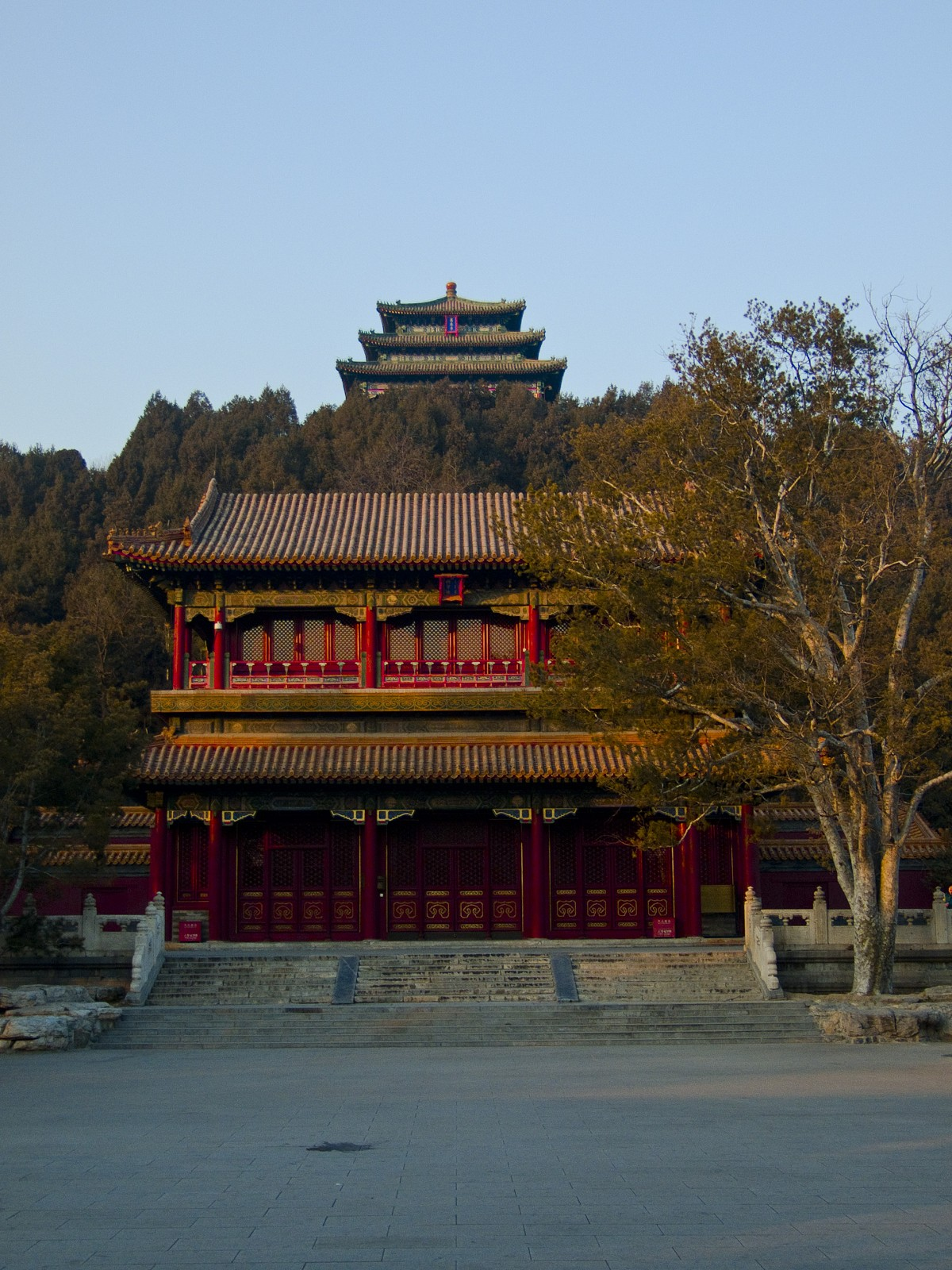
景山的绮望楼和万春亭

景山公园位于中国北京市西城区的景山前街，西临北海，南与故宫神武门隔街相望，是元、明、清三代的御苑。公园坐落在明清北京城的中轴线上，公园中心的景山，曾是全城的制高点。
在元、明、清三代，景山及其附属建筑不仅是一座供游赏的皇家园林，还具有习射、停灵、祭祖、官学、躬耕、戏曲、宗教等多重功能。目前公园占地23公顷，园内松柏葱郁，游人如织，是北京皇城内独具特色的所在。

## 歷史

### 缘起

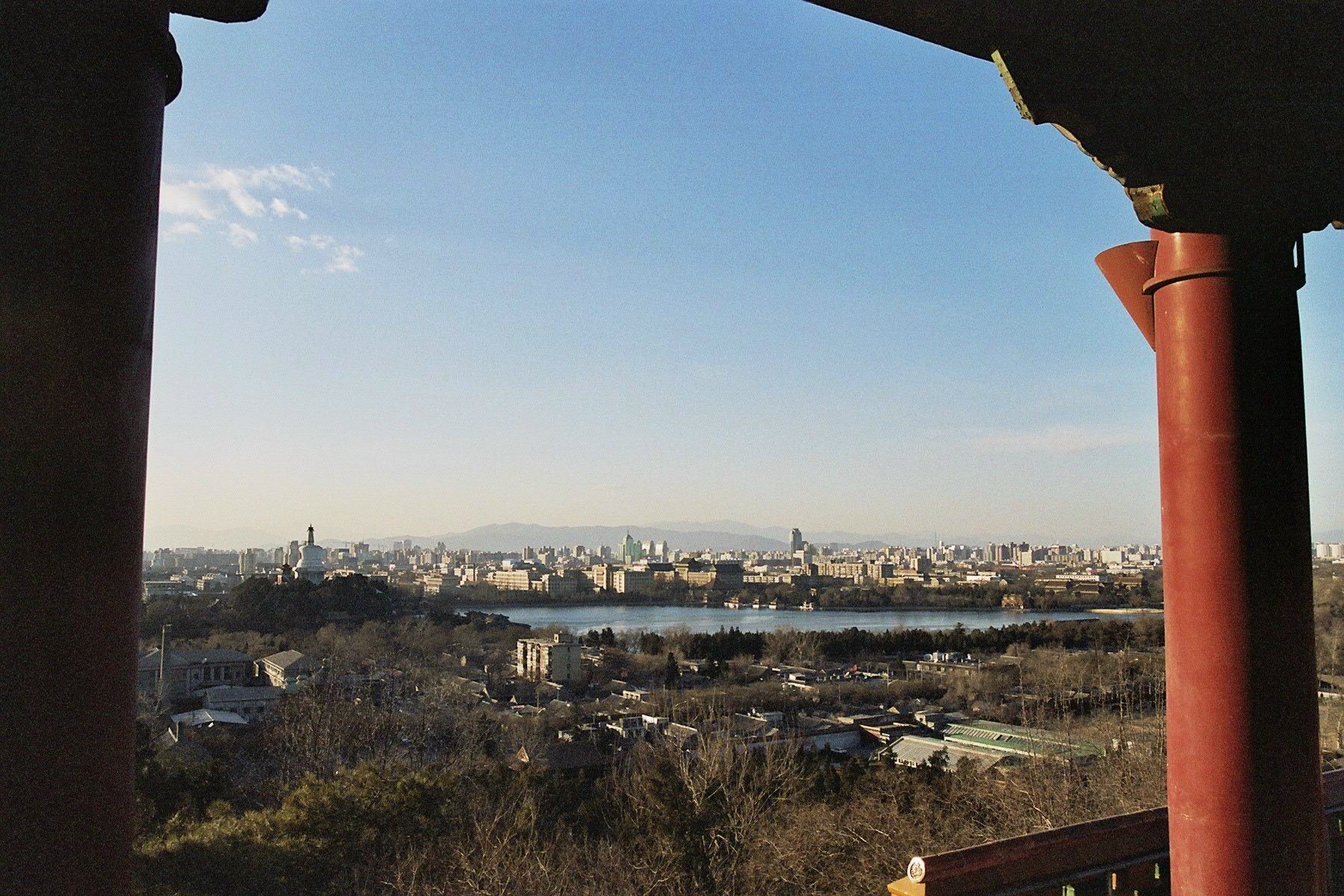
从万春亭向西遥望北海

远古时，景山同北海等处均为永定河故道。现在景山所处的河道地势较高，在永定河改道后逐渐成为土丘。有学者认为，隋朝临朔宫宫城和北苑之规划乃今景山规划之前身。此临朔宫和北苑即隋炀帝在涿郡的离宫兼远征高丽大本营。
辽代营建瑶屿行宫（今北海公园琼华岛）时，将余土堆积此处。金代大定十九年，金章宗在該地南侧建太宁宫，凿西华潭（今北海），在此地堆成小丘，建成皇家苑囿，称“北苑”。其山下环绕两重围墙，山上建瑶广楼，称为金中都十二景之一。
13世纪中期，元世祖忽必烈于至元四年（1267年）营建大都，土丘一带正处大都城中心，皇宫的核心建筑延春阁以北，故被辟为专供皇帝游赏的“后苑”。苑内有熟地8万平方米。元代皇帝曾在此躬耕，以昭示天下。时将原有金代小丘称作“青山”，作为土丘的名称。亦有说法认为元代此处又称“镇山”。 
景山历来是有关北京中轴线变迁研究的物证。有研究者提到：“70年代初，中国科学院考古研究所和北京市文物管理处，为解决元代大都城中轴线的准确位置问题，曾联合进行过一次北京城内的考古勘探工作，在景山北墙外地面以下探出一段18米宽、南北走向的道路遗迹。同时，在景山公园内寿皇殿前探出大型建筑夯土基址，这些考古发现，无疑可以确定掩埋在地下的这段18米宽的道路遗迹，必是当年南北贯穿大都城的中轴线及其建筑基址，从而证实了明清北京城的中轴线与当年元大都城的中轴线完全重合，只是在建筑起点上存在时代上的差异。”当然也有研究者不同意这种说法。

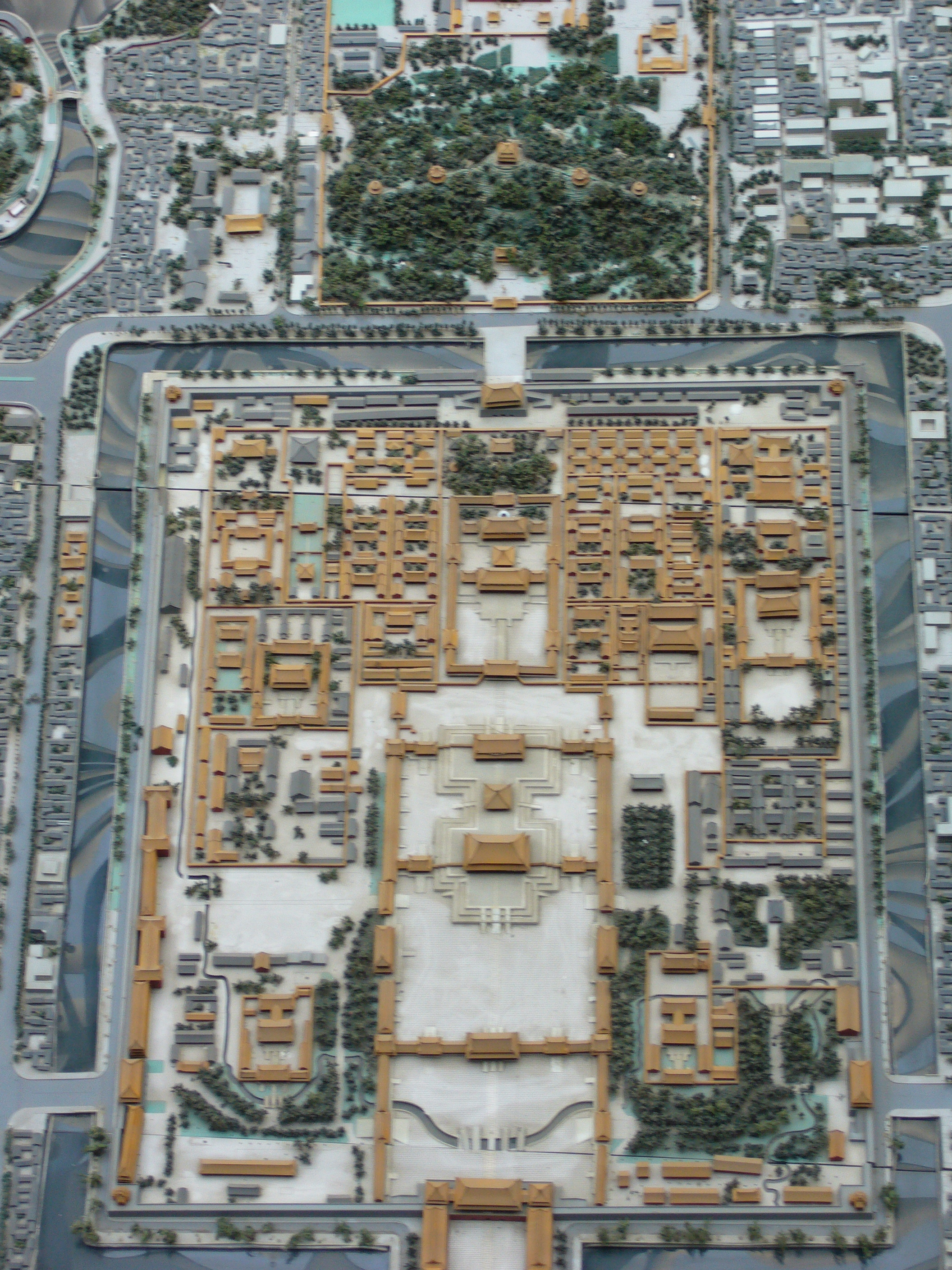
故宫与景山

### 建成

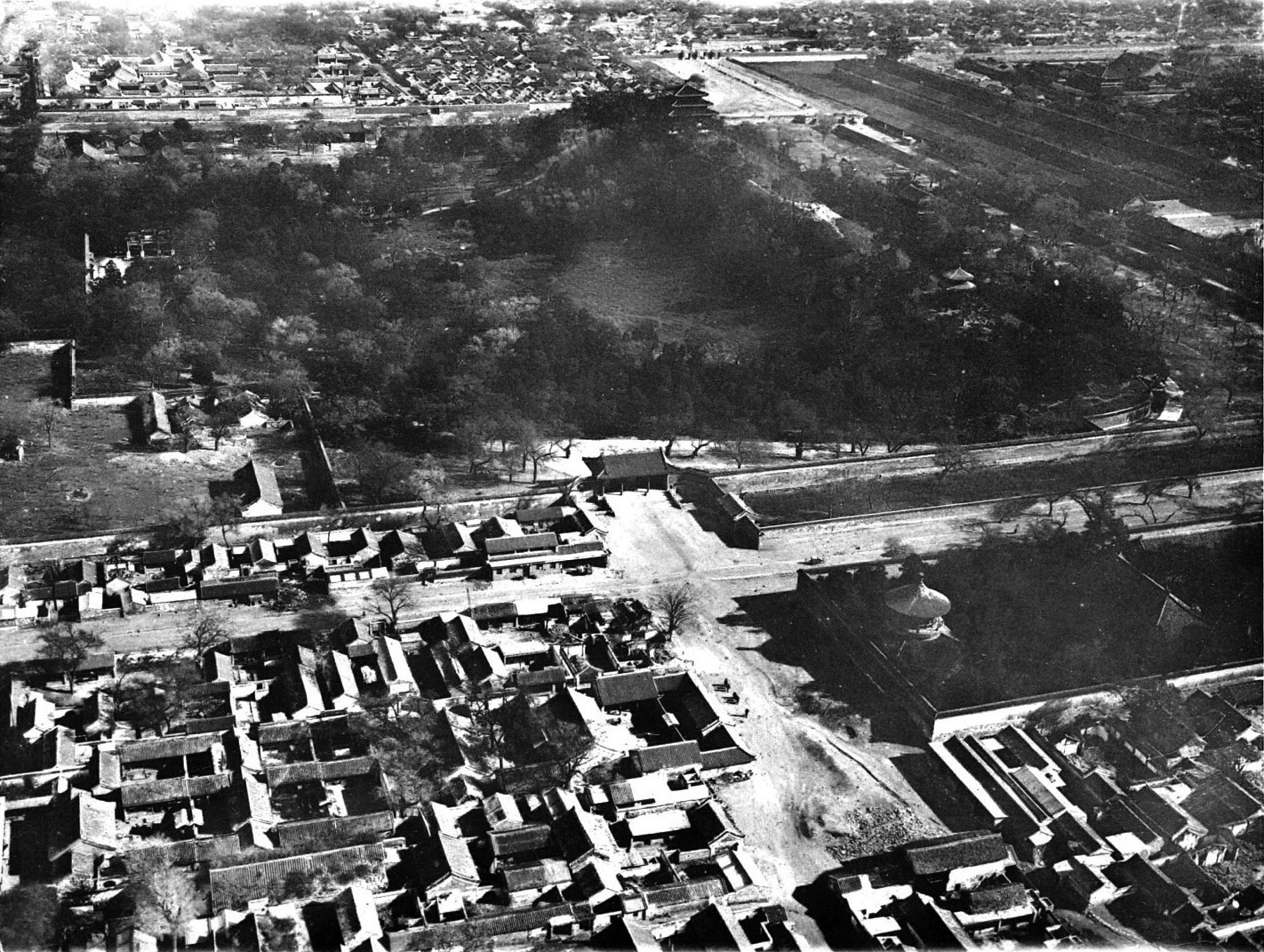
法军拍摄的航拍照片（1900年-01年）。

明朝洪武初年，工部郎中萧洵参与拆毁元故宫，亲览后苑景色以及金殿、翠殿、花亭、毡阁等建筑。永乐年间，明成祖朱棣在北京大规模营建城池、宫殿和园林。依據“苍龙、白虎、朱雀、玄武，天之四灵，以正四方”之说，紫禁城之北乃是玄武之位，当有山。故将挖掘紫禁城筒子河和太液、南海的泥土堆积在“青山”，形成五座山峰，称“万岁山”。明初，朝廷在景山堆煤，以防元朝残部围困北京引起燃料短缺。因此该山又称“煤山”。 另据明代嘉靖年间的《北京城宫殿之图》（藏于日本宫城县东北大学图书馆），这里又名“梓金山”。

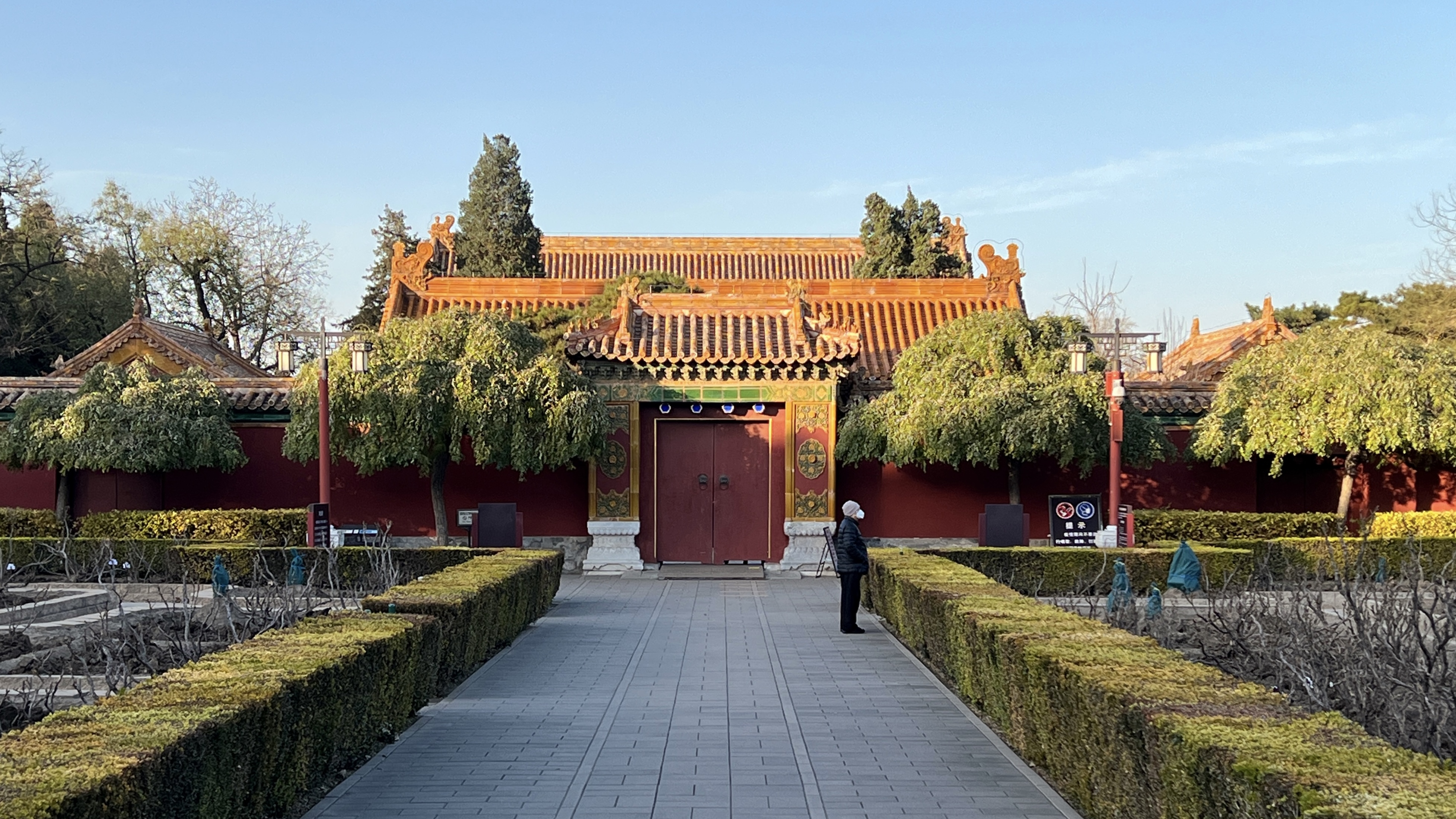
景山东北侧的观德殿入口观德门

山下遍植果树，通称“百果园”或“北果园”。在山东北隅建寿皇殿等殿台，供皇帝登高、赏花、饮宴、射箭。园内东北面的观德殿原是明代帝王的射箭之所。山下豢养成群的鹤、鹿，以寓长寿；每到重阳节皇帝必到此登高远眺，以求长生。
明崇祯十七年（1644年）三月十九日，李自成攻入北京，是為甲申之變，崇祯帝自缢于万岁山东麓一株老槐树上。清军入关后，为籠絡人心，將此槐树稱为“罪槐”，用铁链锁住，并规定皇族、文武官員路过此地都要下马步行，以示對崇祯帝的尊敬。
清顺治十二年（1655年）将“万岁山”改称“景山”。康熙十九年（1680年）春，康熙帝登景山眺望京师，见晨雾缭绕，霞光流云，一派春色，即作诗一首，其中有“云霄千尺倚丹丘，辇下山河一望收”之句。丹丘乃神仙居所，此处以其比喻景山。乾隆十四年（1749年），移建寿皇殿至景山正北面。乾隆帝在其《御制白塔山总记》中写道：“宫殿屏扆则曰景山。”

### 破败

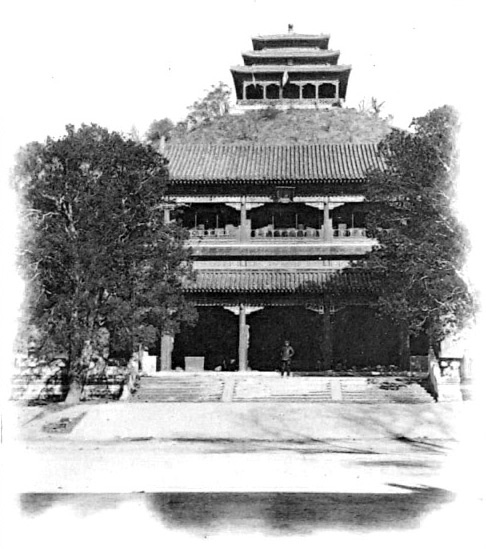
法军拍摄的景山

光绪二十六年（1900年）庚子事变时，八国联军占领北京，景山受到严重破坏。法军进城后先上景山，十多人把守园门，不让日军进入，先放俄军进入后才让日军进入。在景山五亭内的佛像中，四尊被掠走，各殿陈设宝物也被洗劫一空。 待帝后回銮，景山已风华不再。到宣统帝逊位后，根据《清室退位优待条件》，景山仍由清皇室使用。民国13年（1924年），冯玉祥部占领景山，架设大炮，驱逐溥仪出宫。此后景山一度荒芜，并時常有军队駐扎。

### 新生

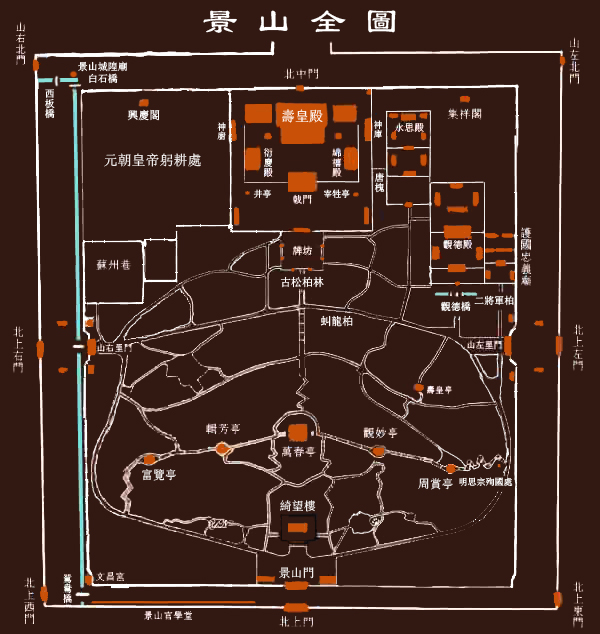
景山全圖

民国17年（1928年），景山被辟为公园，屬故宮博物院管理，修葺后供游人观赏。民国36年（1947年）9月25日之修正前《国立北平故宫博物院组织条例》第一条：“国立北平故宫博物院，直隶于行政院，掌理旧紫禁城全部并所属天安门以内及大高殿清太庙景山皇史宬清堂子等处之建筑物，及古物图书文献之整理保管展览流传事宜。”此规定与1934年、1936年之规定类似。
中华人民共和国成立后，自1950年至1955年，景山被军队短暂使用，作为华北军区防空司令部的防空阵地，曾设置雷达、探照灯等。1954年10月29日中国新民主主义青年团中央书记处致函中共中央刘澜涛并彭真、习仲勋、陆定一、杨尚昆、萧华，请求将北京市景山公园的华北军区防空司令部防空阵地撤走后将原处改建为北京市少年儿童文化公园，并在其中设立少年宫、儿童体育场等场所，由北京市教育局和中国新民主主义青年团北京市委员会共同管理，或由教育部和团中央共同管理。12月12日，彭真致函刘澜涛并胡耀邦，同意将景山辟为少年宫。1955年6月1日，北京市少年宫正式投入使用。
1955年7月16日，景山公园重新开始迎接游人。1957年，中共首都规划委员会党组在郑天翔直接领导下在1957年总体规划初步方案中，提出对以故宫为主体的一系列古建筑采取坚决保护政策；对天坛、北海、景山、颐和园等公园，保持原有面积，禁止侵占。1957年景山被列为第一批北京市文物保护单位。
1966年文化大革命期间，全国红卫兵大串联，景山公园改称“红卫兵公园”（北海公园称“工农兵公园”），并从1971年2月21日起关闭，直至1978年3月1日恢复开放。2001年，景山被列爲全国重点文物保护单位。2003年，北海景山公園管理處一分爲二，成立獨立的景山公園管理處，歸屬北京市公園管理中心。
2024年7月27日，景山作为「北京中轴线——中国理想都城秩序的杰作」的组成部分，入選世界遗产。

### 其他与景山公园有关的史事
- 1919年5月4日“五四运动”之后，段祺瑞的得力助手、陆军次长徐树铮命令其部队在景山架设大炮，炮口对准北大示威。北大校长蔡元培被迫离京，后赴欧洲，校务由其秘书长蒋梦麟维持[24]。

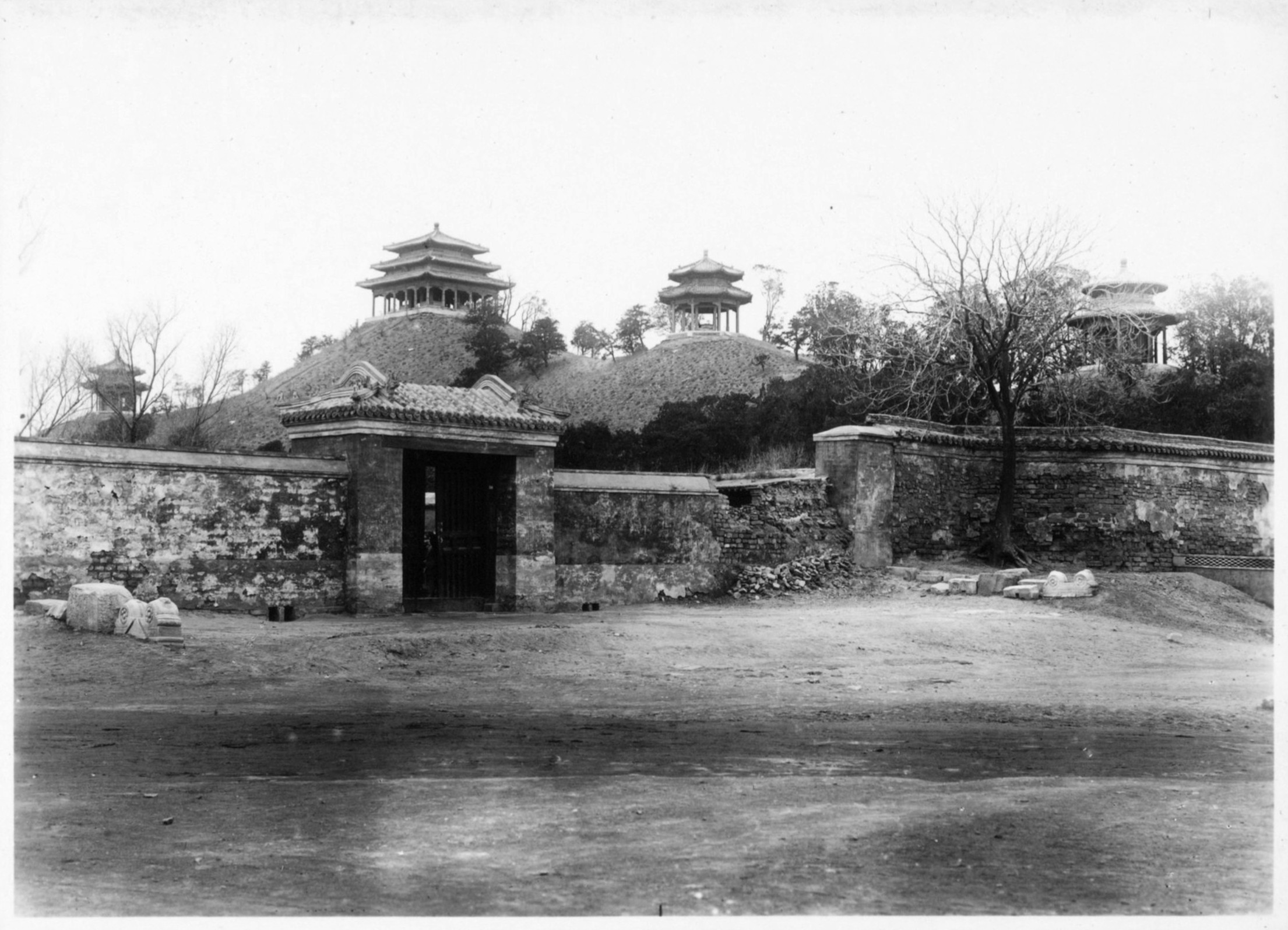
1920年代的景山

- 1924年10月，冯玉祥发动北京政变，响应北伐，迎接孙中山到北京主政。十一师二十二旅旅长鹿钟麟奉命驱逐溥仪出紫禁城。鹿与旅参谋张振江商定对策后，鹿即带两名侍卫直闯溥仪所住的储秀宫，将溥仪请出，宣读冯玉祥手令，并警告说：“如不出宫，你们的安全不能保证。现在，宫墙已团团围定；景山上安有大炮，随时准备发炮，另外你再看院内。”张振江带领30名官兵，正在列队操练。溥仪惊恐不已，当日即搬出故宫。[25]

- 1931年9月某星期天，胡适同徐志摩、罗尔纲等共游景山。在景山山顶俯瞰故宫时，胡适忽然沉下脸来低声道：“东北情况严重，如果当年冯玉祥不把溥仪驱逐出宫，今天北平不知怎样了，那时我反对把溥仪驱逐出去，我错了！”[26]胡适、徐志摩等文化名人当年均曾在景山附近居住，如胡适故居景山大街陟山门6号，米粮库4号，徐志摩也曾在米粮库居住。林徽音家曾住在景山后街雪池胡同，梁思成经常登门拜访的便是这处林宅。

- 1935年5月，中国博物馆协会在北平景山公园綺望樓成立。[27]这是中国博物馆发展史上的重要事件。

- 1936年3月31日，北平爆发在中国共产党领导下的三·三一游行，受到严厉镇压。此后中共党组织在刘少奇领导下改变策略，先后又举行两次游行，达到了争取宋哲元和二十九军的目的。刘少奇写道：“当时(指“三三一”)群众中提出了‘打倒卖国贼宋哲元，打倒冀察政务委员会’的口号。我们对宋哲元及冀察政务委员会作了一些研究之后，认为他们虽是日本培养起来的代理机关，但在全国救国运动高涨的情势下，还是动摇的，还不甘愿卖国当汉奸，还有转向抗日的可能。因此，我们就指出了这些口号的错误，而改为‘拥护宋委员长抗日’的口号。从这些口号改变后，群众的救国活动取得了进一步的合法的可能性。有一次游行的群众正遇着了宋哲元的汽车，学生即送一张传单给宋哲元，宋看传单上写着‘拥护宋委员长抗日’的口号，即含笑而去。宋哲元并要群众到故宫后门的景山集合，他派了北平市长秦德纯来向群众讲话。在景山集合时．数万群众唱出了同一的救国歌声。”[28][29]

- 1947年8月初某日，中国共产党北平地下党学委崔月犁在景山万春亭附近与北平师范学院（俗称“师大”）地下党组织负责人徐康、张启华、李荫培等人接头，宣布成立了师大北系地下党总支（北系指北系地下党）。师大总支委员会由三人组成，李荫培任书记，张启华任组织委员，刘鸿纲（即徐康）任宣传委员。[30]

- 1952年11月初的一天，中共中央主席毛泽东来到北京景山公园参观。他参观了崇祯帝自缢的老槐树，并登上万春亭。[31] 在延安时期，1944年，毛泽东即以郭沫若《甲申三百年祭》教育中国共产党各级干部居安思危。

- 1954年，饶漱石在提交了长达2万字的书面检查后无事可做，一度偶尔到景山公园散步。此后“高岗、饶漱石反党联盟”定案，饶漱石1955年被逮捕。[需要較佳来源]

- 1955年，周恩来、邓颖超夫妇曾游景山并合影。[32]

- 1958年6月起，林昭在中国人民大学新闻系资料室监督劳动。曾在景山公园和北海团城与恋人甘粹合影。[33]

- 1959年，张闻天因庐山会议发言而被定为“彭、黃、張、周反黨集團”成员，政治生命中止。据称其至少在1962年前后经常来景山公园锻炼身体。[34]

- 1960年11月28日，中华人民共和国最高人民法院发布1960年赦字第34号《特赦通知书》。抚顺战犯管理所为此召开大会，宣布爱新觉罗·溥杰等人受到政府特赦。12月7日，溥杰回到北京。1961年1月30日与爱新觉罗家族成员受到国务院总理周恩来接见。2月初起在景山公园劳动一年多[35]。1961年6月10日，周恩来在接见嵯峨浩（さが ひろ）、溥杰等人时说：“溥杰先生在景山公园研究园艺，半天工作，你还要照顾一下你的家庭。”[36]1962年2月结束在景山公园劳动锻炼。当年5月1日起，任全国政协文史资料研究委员会文史专员、北京市政协委员。

- 1960年代初，每年六一儿童节，中共中央书记处总书记邓小平都在景山公园接见景山学校的少先队员，了解该学校教改情况，勉励他们好好学习，好好搞教改。[37]

- 1965年的五一国际劳动节，邓小平和彭真、贺龙、陈毅、董必武、李富春等领导来到景山公园，参加少年儿童游园联欢会。

- 1976年10月6日下午，江青在景山公园摘苹果，拍照片[38]。当晚“四人帮”即被华国锋、叶剑英等扣押。

- 1976年10月粉碎“四人帮”后传达的《王洪文、张春桥、江青、姚文元反党集团罪证（材料之一）》第四部分有一小节的标题是“毛主席刚逝世江青外出游说放毒，吃喝玩乐”，登有江青十月三日在景山公园游玩的相片[39]。

- 1988年4月2日，中央军委主席鄧小平带着孙女和孙子在景山公園万春亭南侧栽了一棵白皮松並澆水。在栽樹時，鄧小平說：“要把北京打扮得更加漂亮些，植樹造林是十分重要的。”[40] 這是鄧小平身體力行推進義務植樹的一例。当日同邓小平一同在万春亭南侧植树的还有：国家主席李先念，中央政治局常委李鹏、乔石、胡启立、姚依林等党和国家领导人。李铁映、吴学谦、宋平、秦基伟、丁关根、宋任穷、温家宝等也参加植树，栽白皮松、油松、侧柏、桧柏等150棵。[41]

## 定名

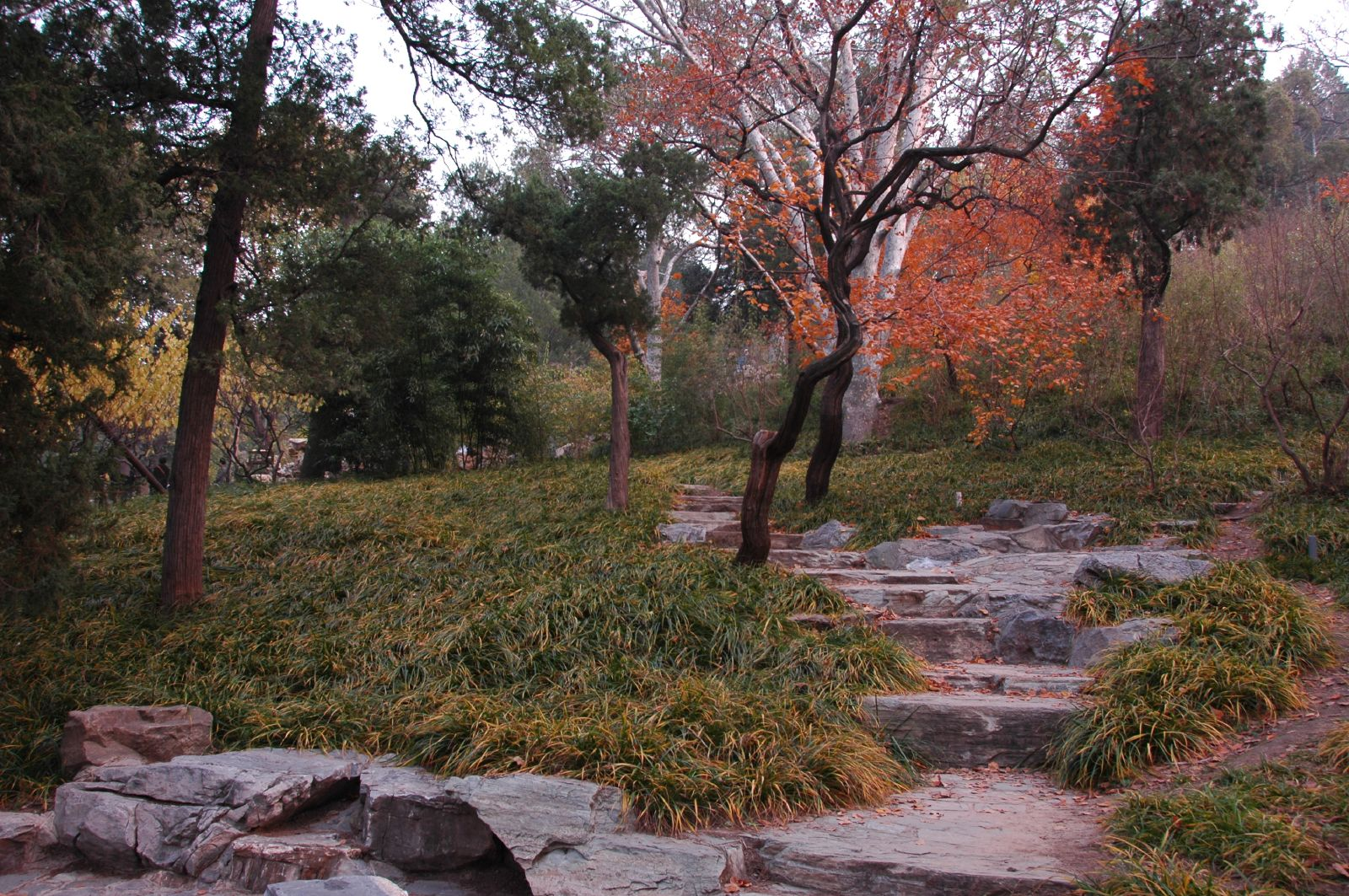
景山之秋，2007年

景山又称煤山、镇山、万岁山，是一座人造山。现在其海拔高度89.2米，相对高度 45.7米。明永乐十八年（1420年）在修建北京城时，用拆除元朝宫殿的渣土和挖掘紫禁城护城河的泥土，在元代延春阁的基础上堆筑起一座土山，取名万岁山，又称镇山。考虑到所有的材料只能通过人、畜运输，其规模令人印象深刻。山上松柏遍布，园内鹤鹿成群。御园北部建有寿皇殿等宫殿楼阁，种植众多名贵果树。每逢重阳佳节，皇帝都要登山宴饮。

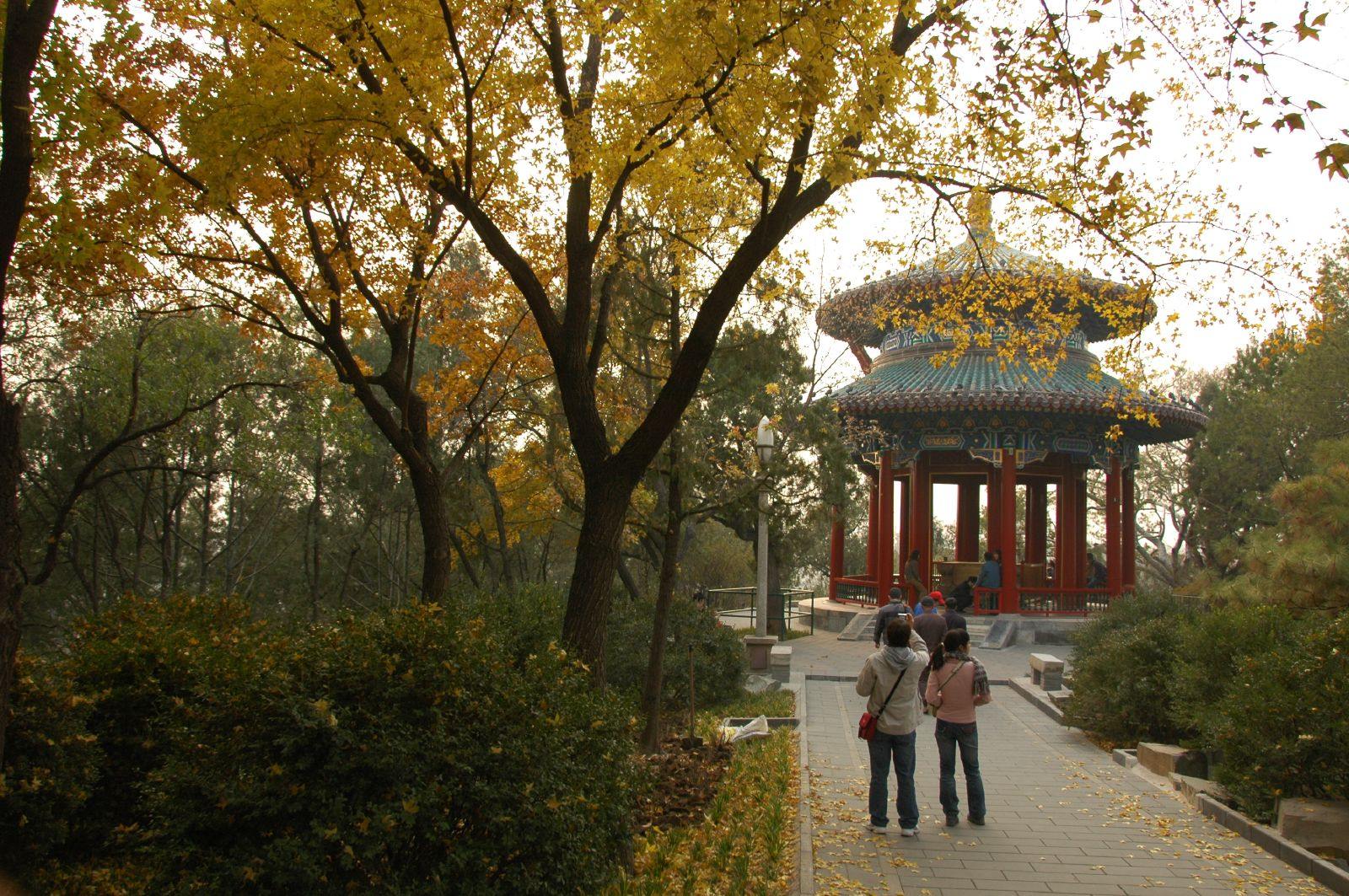
秋日富覽亭

清顺治十二年（1655年），命名宫禁为“紫禁城”，后山即万岁山更名为景山。 景山之謂，《詩經》中即有。《詩·商颂·殷武》：“陟彼景山，松柏丸丸。”《詩·鄘风·定之方中》：“望楚与堂，景山与京。”此“景”意為“高大”。历代“景山”之用法多本此。宋·姚宽《西溪丛语》：“《诗》云：‘高山仰止，景行行止。’言人有景行，当效而行之，如山之高当仰之。今人书简有使‘景仰’者，疏矣。魏文帝书云：‘高山景行，深所慕仰。’为是。任彦升太宰碑云：‘瞻彼景山，肃然望慕。’虽引《诗》‘陟彼景山’（陟彼景山“陟”原作“陵”，今从缪校。《诗·殷武》作“陟”） ，然不出景行高山之意也。”三国·曹植《七启八首》（见《昭明文选·卷三十四》：“崇景山之高基，迎清风而立观。”注曰：“基若景山，言极高也。毛苌诗传曰：崇，立也。毛诗曰：陟彼景山。”西晋·成公绥《笙赋》（《昭明文选·卷十八》）：“若乃游崇岗，陵景山。临巖侧，望流川。坐盘石，漱清泉。”注曰：“景山，大山也。”南朝·梁·任彦升《为范始兴作求立太宰碑表》（见《昭明文选·卷三十八》）：“瞻彼景山，徒然望慕。”注曰：“景山，谓坟也。毛诗曰：陟彼景山。”
乾隆帝在其《御制白塔山总记》中写道：“宫殿屏扆则曰景山。”此与上述解释有别。

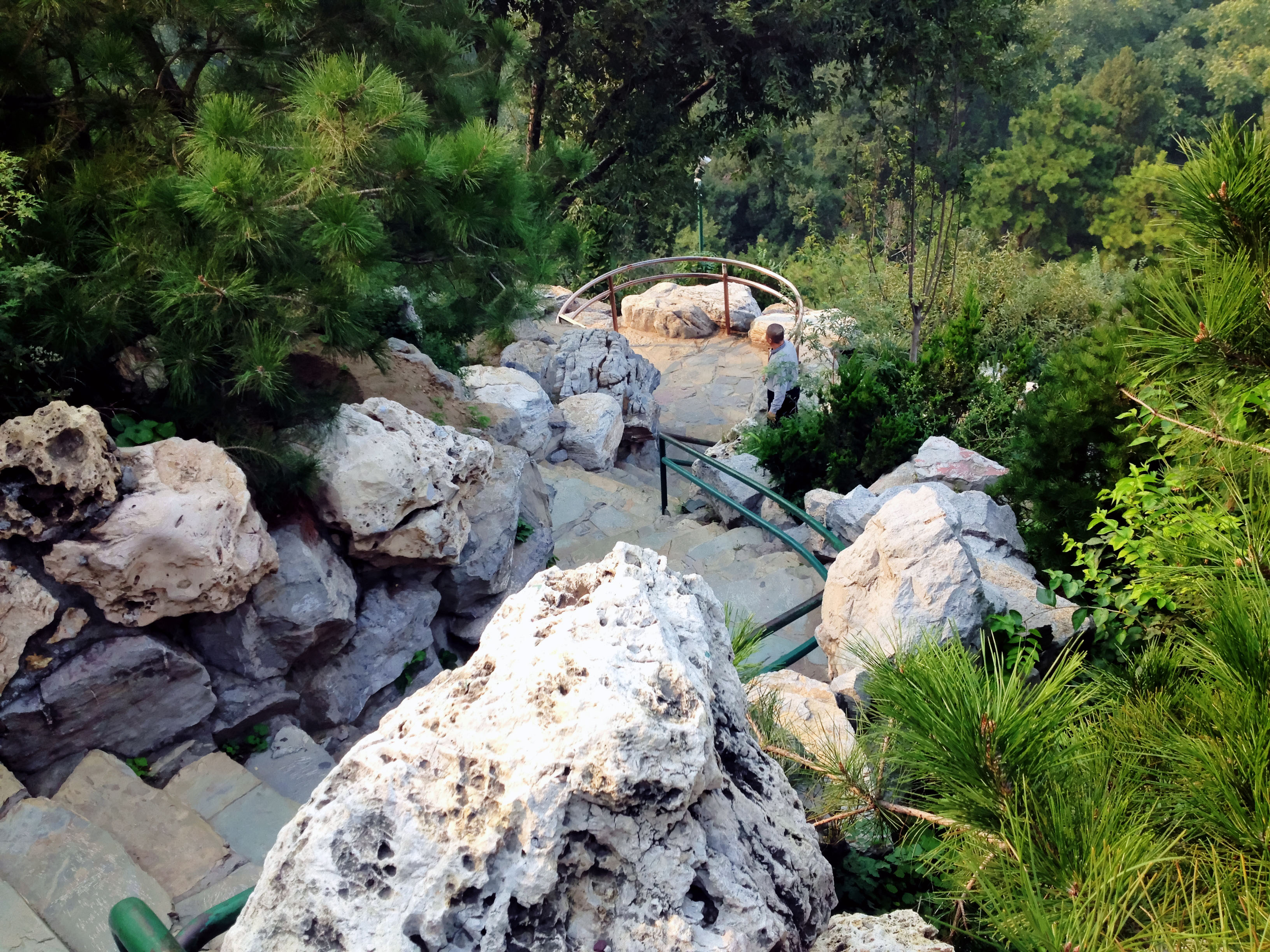
景山的登山道

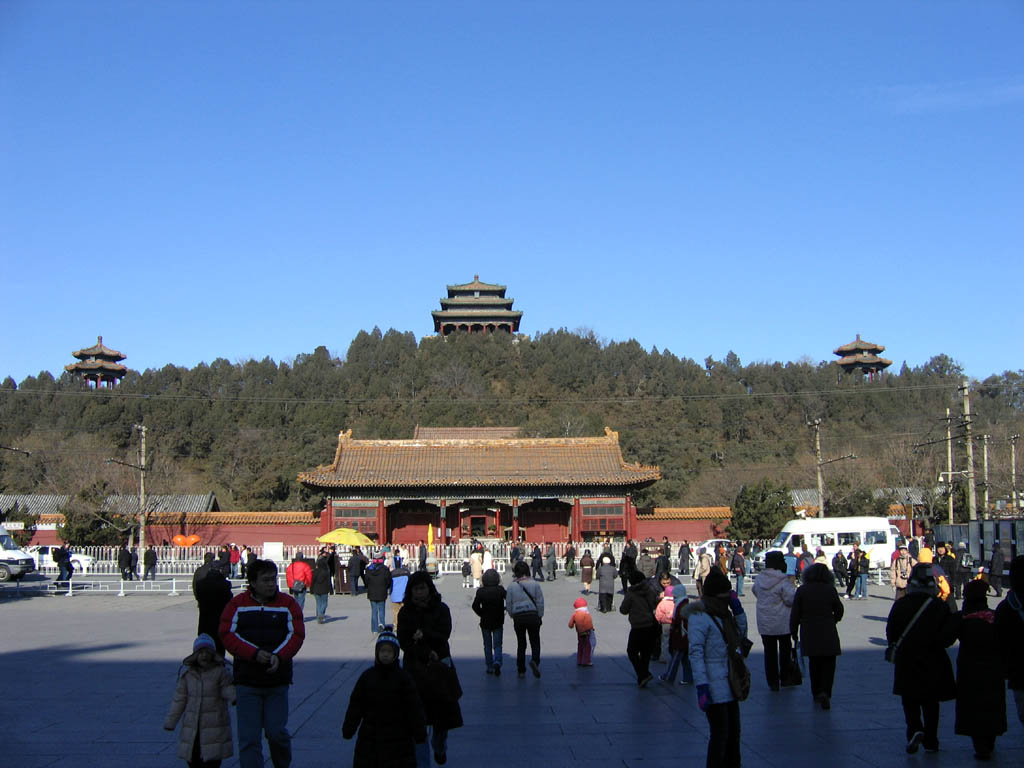
自故宫神武门广场北望景山，近处为景山門，远处景山上有万春亭

中国历史上确有以景山为地名者。《山海经·北山经》：“又南三百里，曰景山，南望盐贩之泽，北望少泽。其上多草、藷薁，其草多秦椒，其阴多赭，其阳多玉。有鸟焉，其状如蛇，而四翼、六目、六足，名曰酸与，其鸣自詨，见则其邑有恐。”北魏·郦道元《水经注·卷六》：“涑水又与景水合。水出景山北谷。《山海经》曰：景山南望盐贩之泽，北望少泽，其草多薯藇，秦椒，其阴多赭，其阳多玉。郭景纯曰：盐贩之泽即解县盐池也。按《经》不言有水，今有水焉，西北流，注于涑水也。”
《山海经·中山经》：“荆山之首，曰景山，其上多金玉，其木多杼檀。雎水出焉，东南流注于江，其中多丹粟，多文鱼。”北魏·郦道元《水经注·卷三十二》：“沮水出汶阳郡沮阳县西北景山，即荆山首也，高峰霞举，峻竦层云。”“荆山在景山东一百馀里，新城沶乡县界。”北宋《太平御览·卷四十九》：“盛弘之《荆州记》曰：景山，在上洛县西南二百里，东与荆山连接，有沮水源出焉。其山一名雁浮山，荆山之首曰景山，雁南翔北归遍经其上，土人由兹改名为雁山，又为雁塞山。”清·顾祖禹《读史方舆纪要·卷七十九》：“景山 在县（指郧阳府房县）西南二百里。郦道元以为即《禹贡》荆山之首。一名雁山，又名雁塞山。《山海经》：荆山之首曰景山。《寰宇记》：房陵有三十五溪，三十四山，景山其发源处也。”
北魏·郦道元《水经注·卷八》：“菏水分济于定陶东北，东南右合汳水枝流，俗谓之界沟也。北迳已氏县故城西，又北迳景山东，《卫诗》所谓“景山与京”者也。毛公曰：景山，大山也。”全云：“按此非《卫诗》之景山。《舆地广记》，今拱州楚邱，非卫之所迁，县有景山、京冈，皆後人附会。”守敬按：“《寰宇记》：景山在楚丘县北三十八里，京冈在县北三十里。《方舆纪要》：景山在曹县东南四十里。”

## 建筑

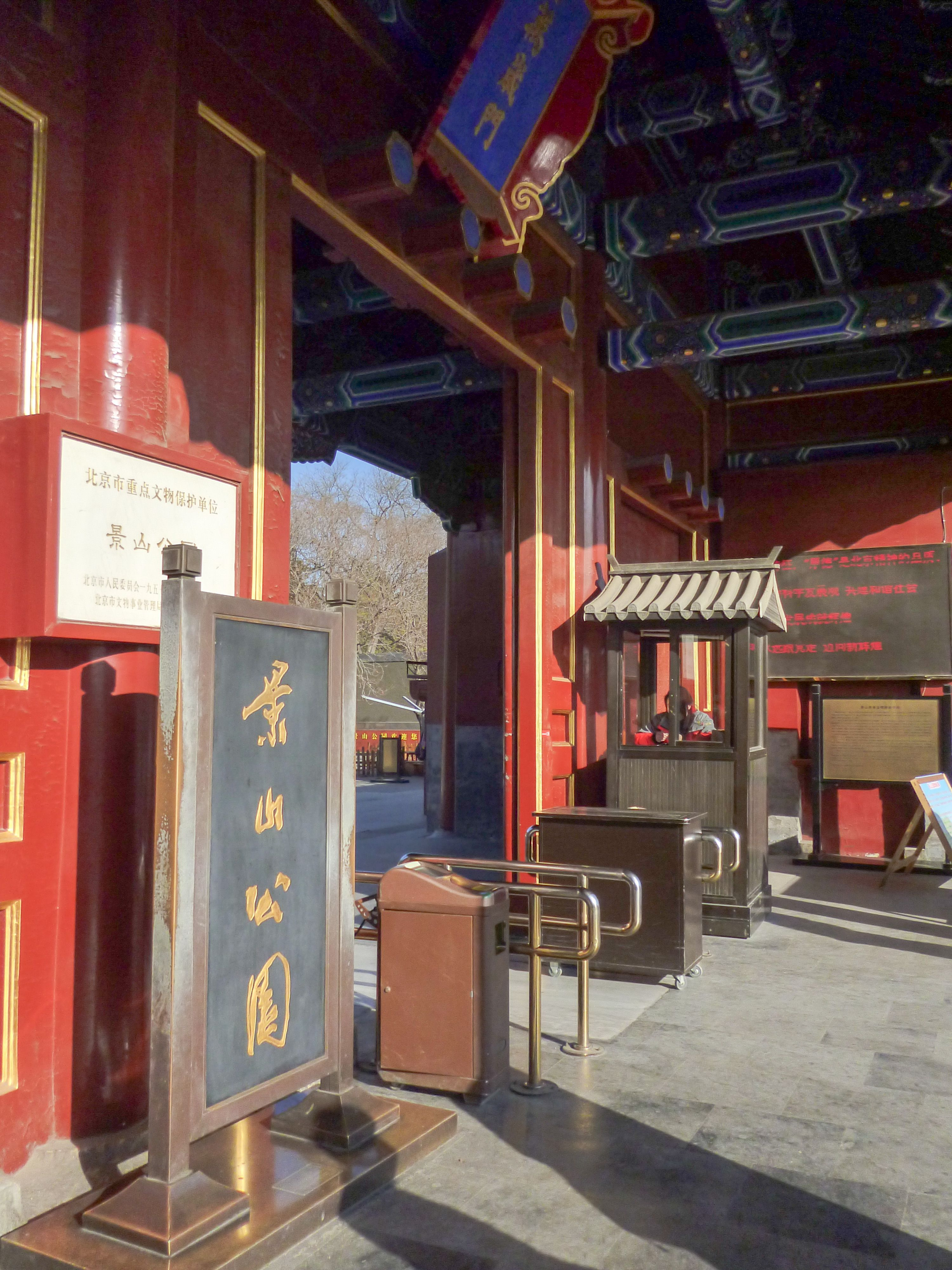
景山門

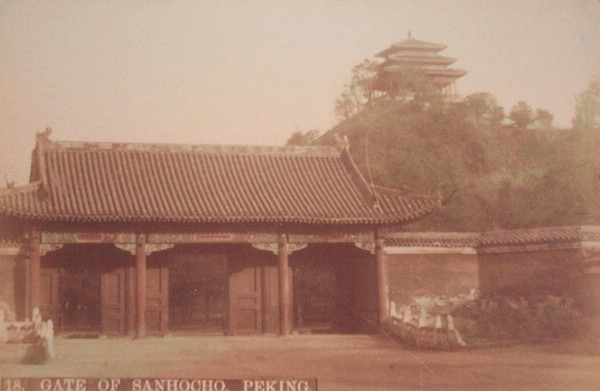
山右里門外侧

以下列出景山公园主要建筑。其楹联依资料附于各篇之后。

### 围墙与河道
景山原四周环绕双重围墙。两重围墙间的道路为“御道”。现外墙已拆除，御道扩建成马路（景山前街、景山西街、景山东街、景山后街）。

#### 内墙
- 景山門：景山正門。明代稱萬嵗門，清代稱景山門。现该门上悬仿制的明代“萬嵗門”匾，上钤“大明天子之寳”。
- 山左里門：西門。門外北上右門内有聼事房，南、北各一。
- 山右里門：东門。門外北上左門内有聼事房，南、北各一。

#### 外墙
- 北上門：外墻正門，正對故宮神武門。五間，歇山頂，南向。其南向之原因有學者認爲是因其襲金代太寧宮内廷之門——紫宸門舊制所致。[43]1956年，为拓宽街道，将此门拆除。
- 北上西門：外墻西南角門
- 北上東門：外墻東南角門
- 北上右門：西門，正對山右里門
- 北上左門：東門，正對山左里門
- 山右北門：外墻西北角門
- 山左北門：外墻東北角門

#### 河道与桥梁

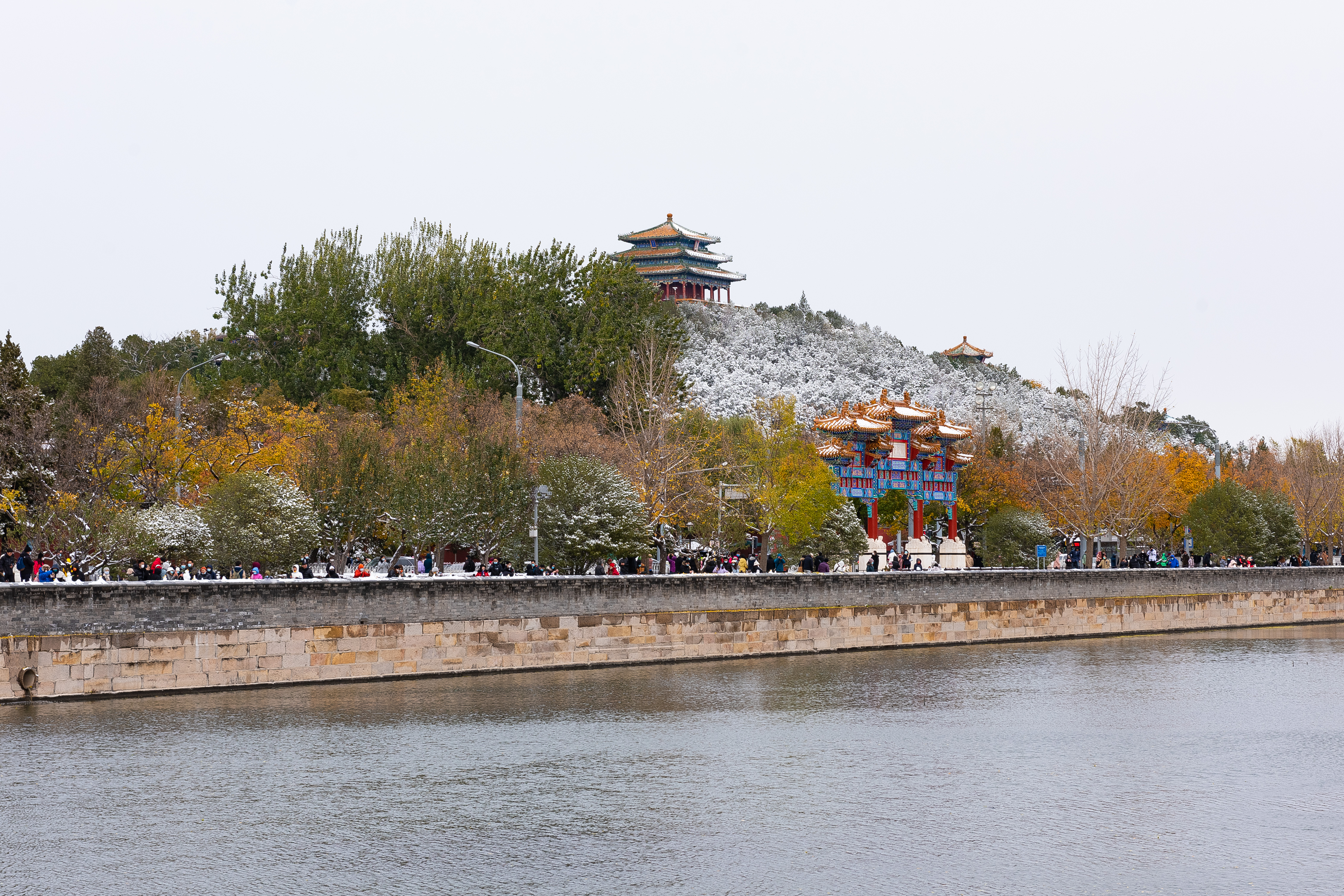
雪后的景山与故宫筒子河

原景山西内墻外側有玉河自北海注入故宮筒子河。此河在元代即有。《马可·波罗游记》：“流经人工湖的溪水穿出青山山麓的沟渠，注入位于皇帝皇宫和皇太子宫之间大而深的人工湖。”
清代，此河除在恭儉胡同南口有南北向橋一座外，尚在景山西側内墻外兩端有橋各一。此外山右里门外亦有桥一座。此河源自北海北门东侧小湖，沿北海东岸园墙内侧河渠（清代称“浴蚕河”），穿过东岸园墙下水闸，经西板桥和白石桥流向景山。此处河水分为两股，一股沿景山西侧内墙外近600米的明河，穿过山右里门桥和鸳鸯桥，南流入紫禁城北侧筒子河。1949年后，河已蓋板埋入地下，橋已不存。

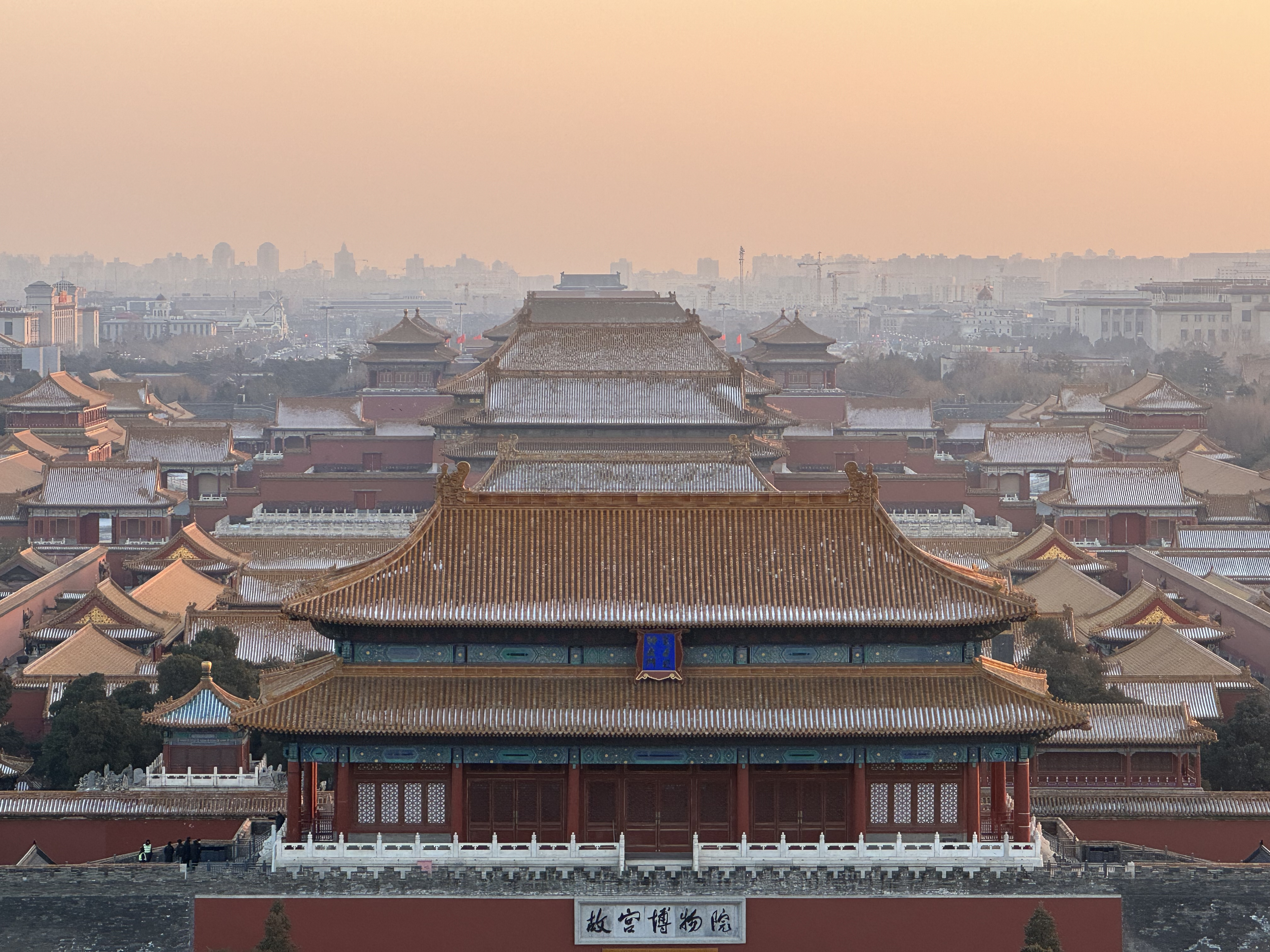
景山山顶落日时分时望向故宫

另一股沿景山暗渠穿过景山内墙，流向园林内，以灌溉花木和元代皇帝的八顷熟地，并推动水碾碾压谷物。过去在景山柏树林内，自西向东仍留有元代暗渠。景山北坡上至今仍可见许多长方形花岗岩条石，其下部呈马鞍形，此即元、明、清三朝景山暗渠的封盖石。此暗渠在方进景山园内的一段已毁，故已不通。此渠在观德殿宫门前有一段改为不足百米的明河，再从护国忠义庙前改为暗渠，流出景山东墙。这段明河上原有三座并列的石桥，称“观德桥”。该明河可为水景，也用作分隔射箭者与皇帝的屏障，如此既确保皇帝在观赏儿臣们射箭表演时的安全，也体现宫廷中君臣等级界限。1900年八国联军入景山时，俄国军队曾在观德殿前拍照片。照片显示，该明河石桥和河岸石栏板已拆除，用石条覆盖，封闭为暗河。
景山的主要桥梁有：
- 西板桥：山右北门东侧姑子庵前的平桥，南北向。
- 白石橋：原位于景山城隍廟旁。東西向，有汉白玉石栏板。
- 鴛鴦橋：原位于清代官學堂西側，文昌廟南側，大高玄殿东侧。据说该桥一半为石砌，另一半为砖垒，故称为鸳鸯桥。
- 山右里门桥：原在山右里门外。东西向。
- 观德桥：原在观德殿宫门外，南北向，三座并列石桥。

#### 城隍廟
- 景山城隍廟：位于景山西北角围墙外侧，今景山西街北端，是景山的城隍庙。

### 景山五亭

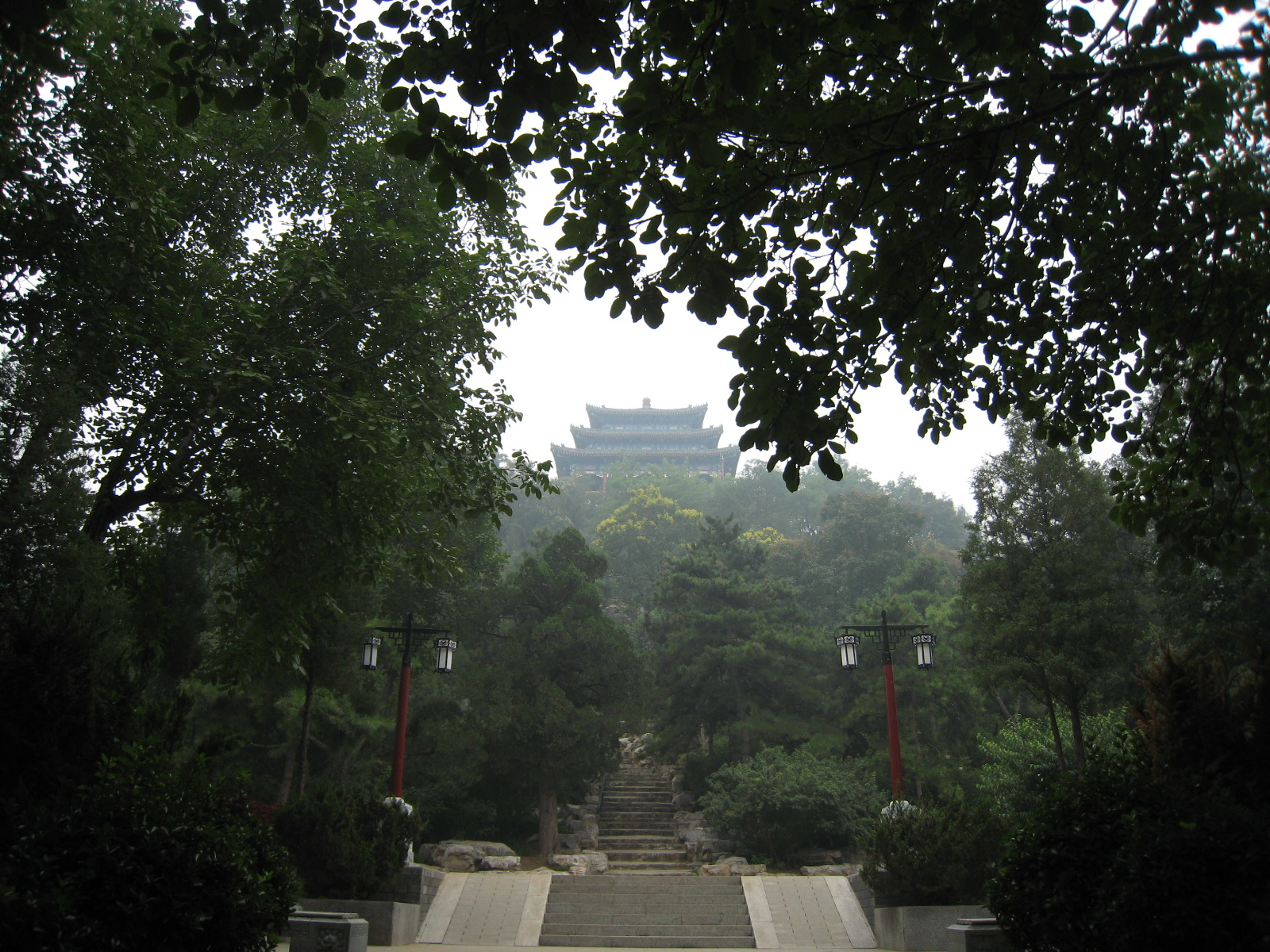
自“顯承無斁”牌坊南側南望萬春亭

景山的山脊东西向延伸，上有五峰，每座峰上各有一座小亭，从东向西分别为周赏亭、观妙亭、万春亭、辑芳亭和富览亭。万春亭位于最高点，也是北京城的中心所在。五亭供奉五方佛，是一组佛教建筑。自万春亭俯瞰京城，氣象萬千。《北京宫阙图说》：“登中峰亭上而望，蓟门烟树，郁郁苍苍，尤以南望禁城，九重宫阙，黄屋辉映，诚为巨观也。”

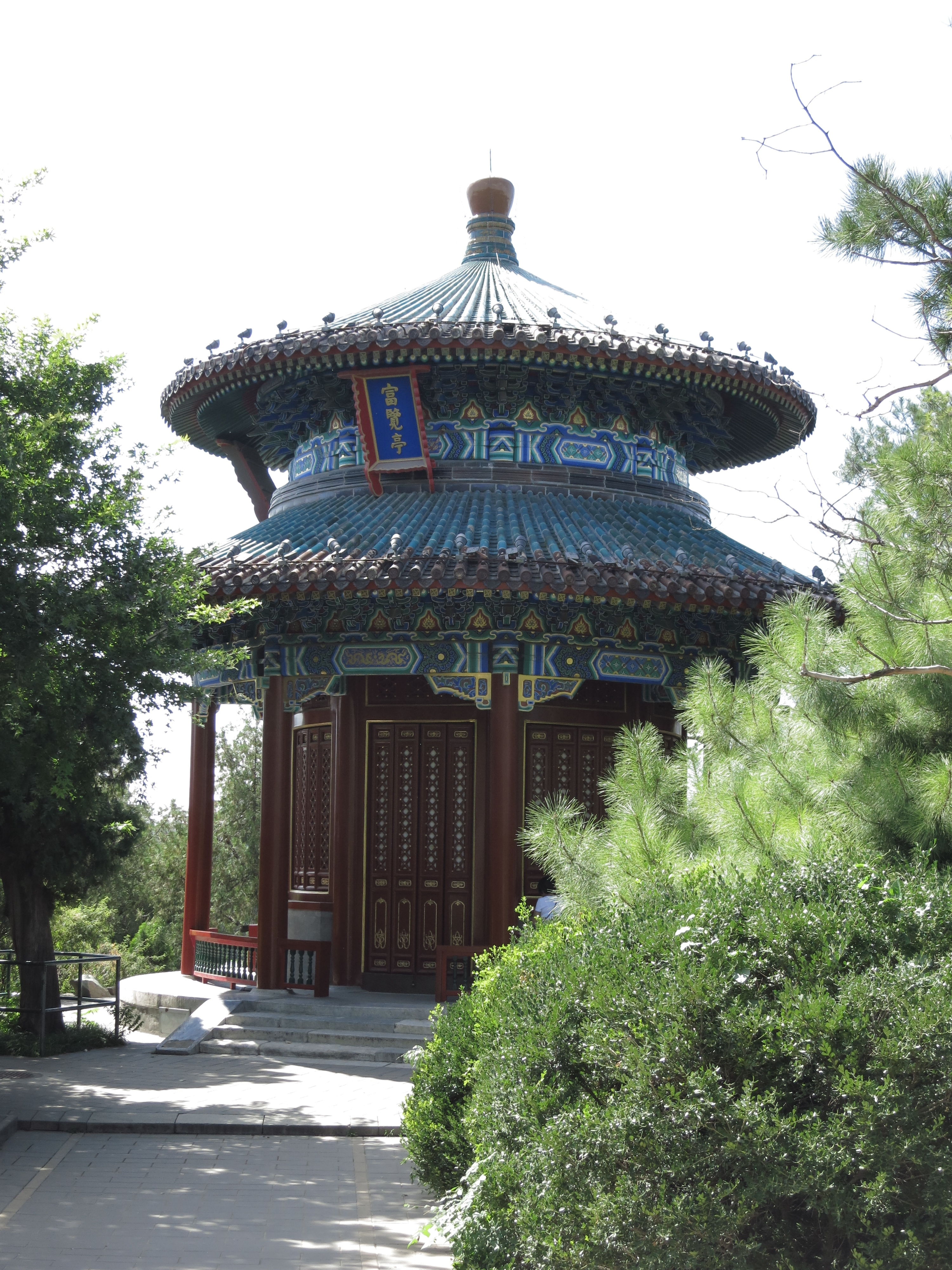
富覽亭

景山之上，在金代即建有瑶光楼，元代又在其基础上建筑了绿亭，此綠亭也被馬可·波羅記述過。据《酌中志》、《春明梦馀录》記載，明代景山上“有五亭曰毓秀亭、曰寿春亭、曰集芳亭、曰长春亭、曰会景亭，亭下有洞，曰寿明洞”。1930年出版的《北京胜景》记载：“明代嘉靖年间（1522-1567年）在煤山上建成五个亭子。”《清史稿》记载，雍正帝“拘禁三哥胤祉于景山之顶……”説明雍正時景山上也有建築。而今的五亭始建于乾隆十五年（1750年），是在原明代建筑的基础上兴建的。光绪二十六年（1900年），五亭在庚子事变中被八国联军损毁。当时八国联军中日本、法国、俄国三国军队闯入景山，盗走大量文物，掠走景山五亭中的四尊佛像，还烧毁了辑芳亭。
1928年景山开园之前，辑芳亭得到修复，其他四亭也得到一定修缮。原五亭满汉文书匾额均改为汉文匾额，应为袁世凯称帝时所为。

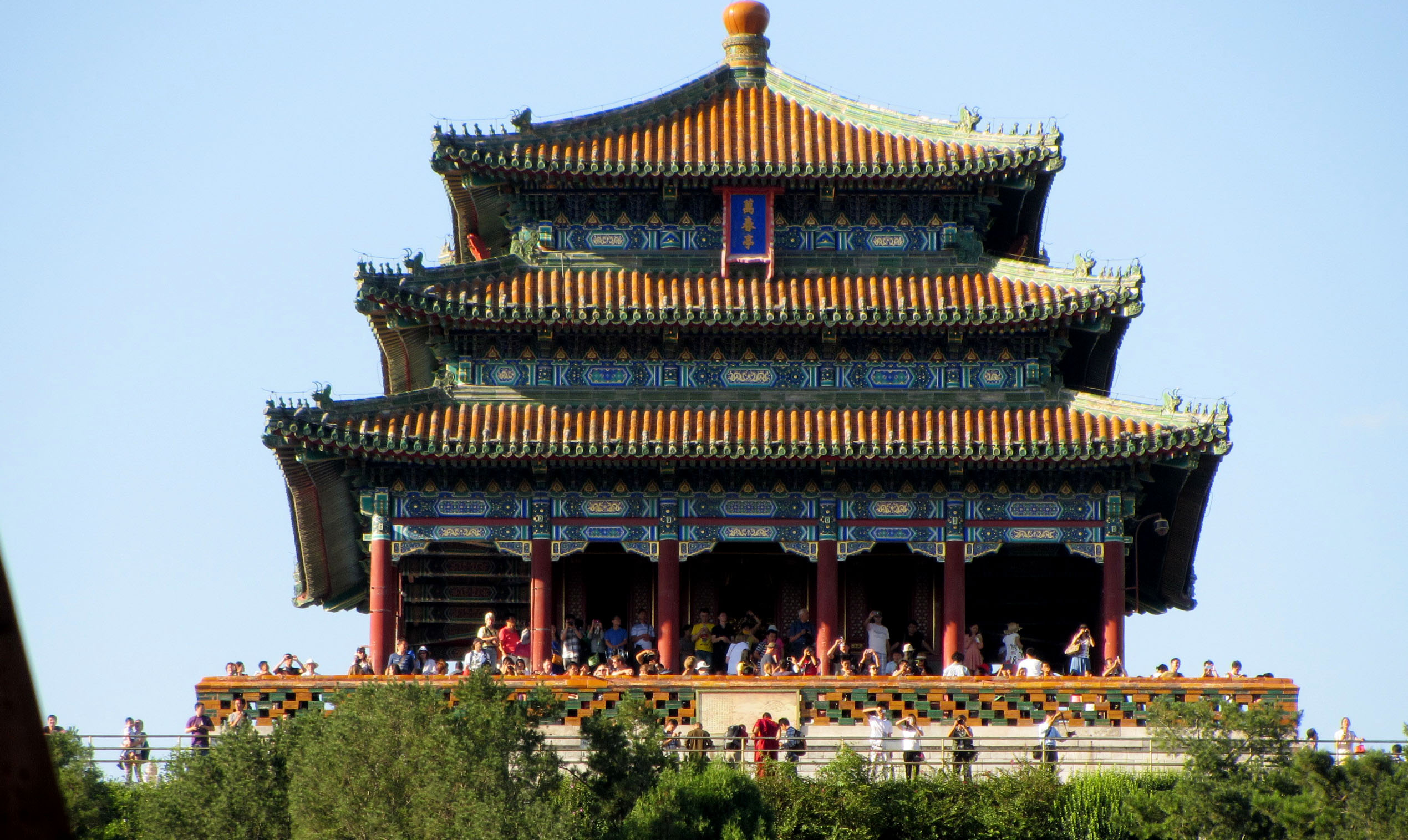
萬春亭

1934年6月6日，中国营造学社由梁思成、刘敦桢代拟设计修理景山五亭计划，聘刘甫策为修万春亭工程师。1935年4月1日，万春亭重修工程开工。1938年8月9日晨，天降大雨，万春亭的琉璃顶、三层琉璃脊，四根明柱及四面玻璃窗皆被雷电击毁，“佛光普照”匾上的下款“信士弟子”四字也未能幸免。1939年，修理万春亭宝顶、木柱、琉璃砖楼及菱花窗等。1958年，万春亭基座扩建。1966年8月，正值文革初期，万春亭内的佛像被砸毁，解体后作废铜变卖。1973年5月，五亭进行修缮。1986年9月，五亭装节日灯。1997年3月，北海景山公园管理处投资32万元进行修缮和下架油饰。
五亭原本都有门窗，外围台基上都有1米多高的琉璃墙。1928年景山开园时，观妙亭、周赏亭、富览亭、辑芳亭的门窗破损严重，被工作人员拆除。后来，这四亭外围台基上的琉璃墙也被拆除，万春亭的琉璃墙被挪到台基。2005年10月底至2006年10月底，五亭接受了建成以来规模最大的修缮工程，观妙亭、周赏亭、富览亭、辑芳亭已消失80多年的门窗被补齐。2006年3月，全国政协委员李玉玲和其他政协委员在全国政协十届四次会议上共同提出《关于恢复景山五亭历史原貌的建议》，提议按照历史原貌恢复五亭内的佛像，但该建议未能实现。

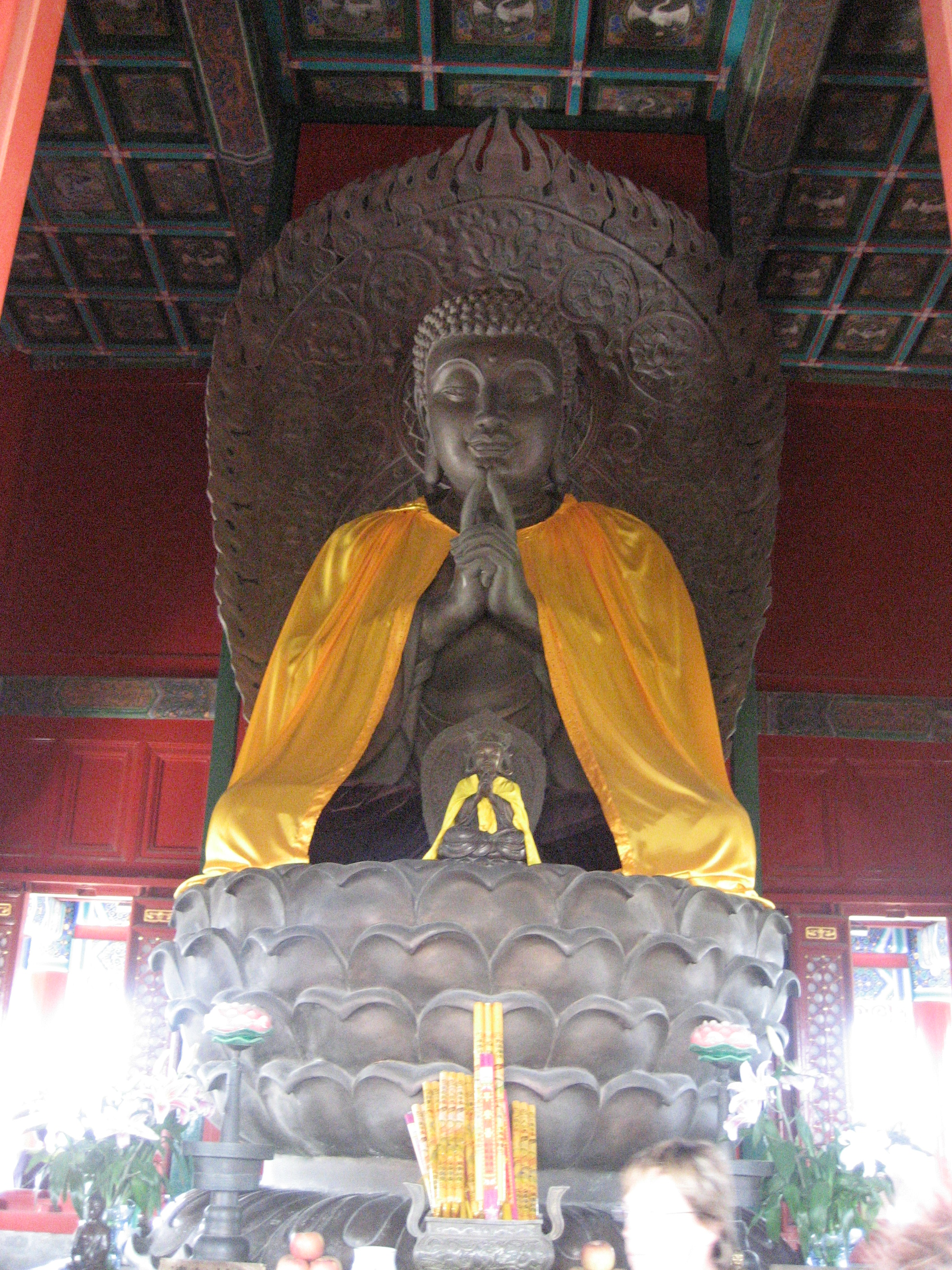
萬春亭内1998年復原的毗卢遮那佛像

- 富覽亭：西侧第一座亭。孔雀蓝琉璃筒瓦顶，紫晶色琉璃瓦剪边，重檐圆攒尖顶。上檐重昂七踩斗栱，下檐单昂五踩斗栱，两槽柱子，内外各有八根。亭高约为11.3米，建筑面积近100平方米。内原供五方佛之一的不空成就佛（Amoghasiddhi Buddha），为铸铜镏金佛像，光绪二十六年（1900年）被八国联军劫去。自1928年景山公园开园后，该亭匾额即与輯芳亭匾额颠倒，相互错挂69年，直至1997年才将两亭匾额正确挂回。[50]

- 輯芳亭：西侧第二座亭。翡翠绿琉璃筒瓦顶，黄琉璃筒瓦剪边，重檐八角攒尖式。上檐重昂七踩斗拱，下檐单昂五踩斗拱，两槽柱子，内外各有八根。亭高约为14.2米，建筑面积约为110平方米。内原供五方佛之一的阿弥陀佛（Amita Buddha），为铸铜镏金佛像，被八国联军劫去。

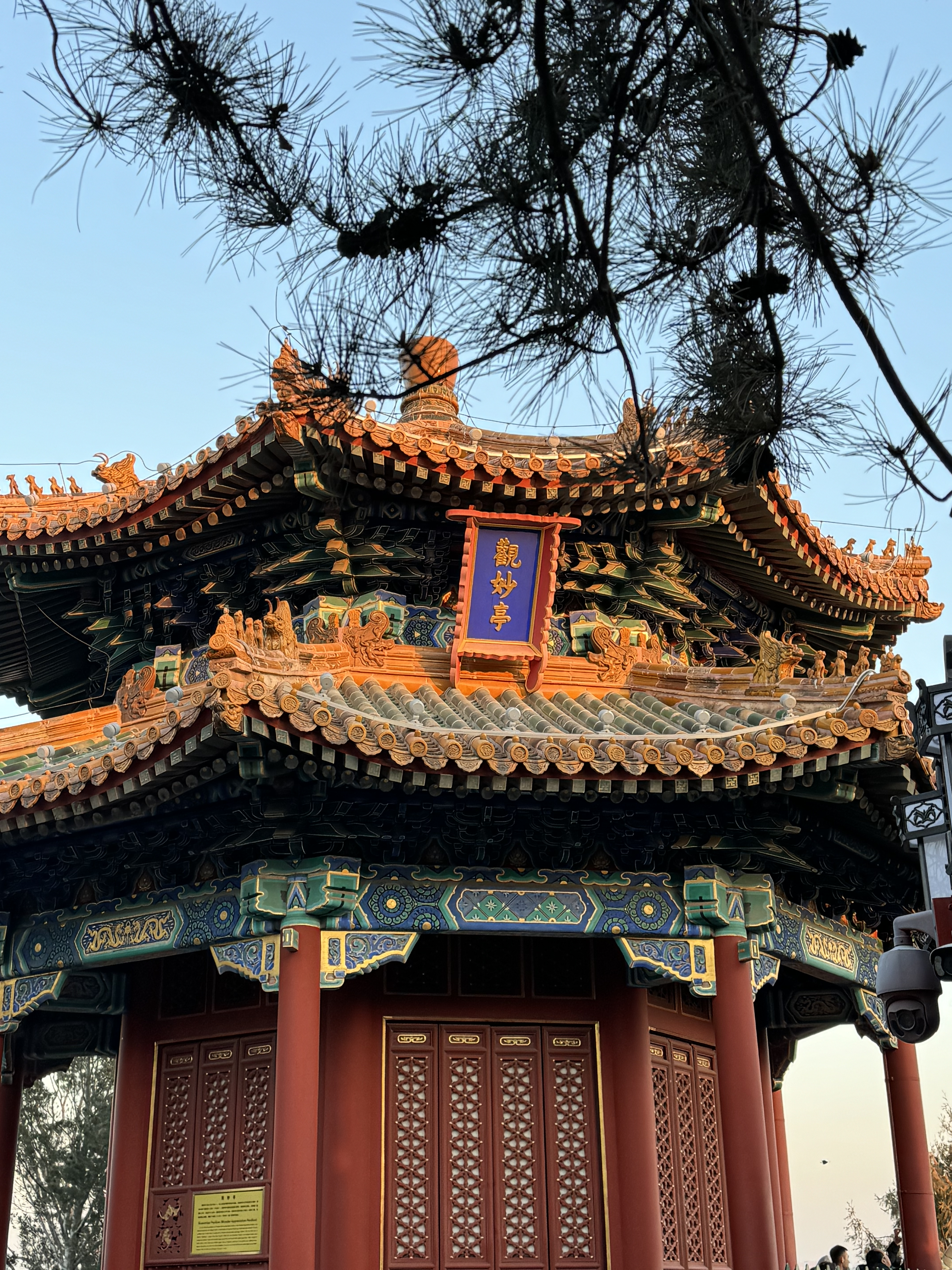
观妙亭

- 观妙亭萬春亭：位于景山正中最高峰顶，北京古城中轴线上。黄琉璃筒瓦顶，绿琉璃筒瓦剪边，四角攒尖式，三层檐。一层檐重昂七踩斗栱，二层檐和三层檐重昂五踩斗栱。两槽柱子，外层每面有六根，共有二十根；内层每面有四根，共有十二根。1938年时，亭内悬“佛光普照”匾额一块，落款为“信士弟子”。此乃“江委员朝宗敬献之佛光普照木匾上侧左方所书信士弟子”。1938年8月9日，万春亭遭到雷击，击毁琉璃宝顶、三层琉璃脊、四根明柱及四面玻璃窗，亭内悬挂的“佛光普照”匾额的下款“信士弟子”四字皆被击毁。1939年的维修中，宝顶被用铁锔子锔住，仍安装于万春亭之上，直到2006年才更换了新琉璃宝顶。该亭在1958年和1973年曾经国家先后投资34万元修缮。[47] 内原供木质漆金毗卢遮那佛（Vairocana Buddha）。原佛像於1900年被砍伤佛臂，又在文革中遭到彻底破坏。现佛像为1998年恢复。从万春亭上，可以南看故宫金碧辉煌的宫殿，北看中轴线的钟鼓楼，西看北海的白塔。

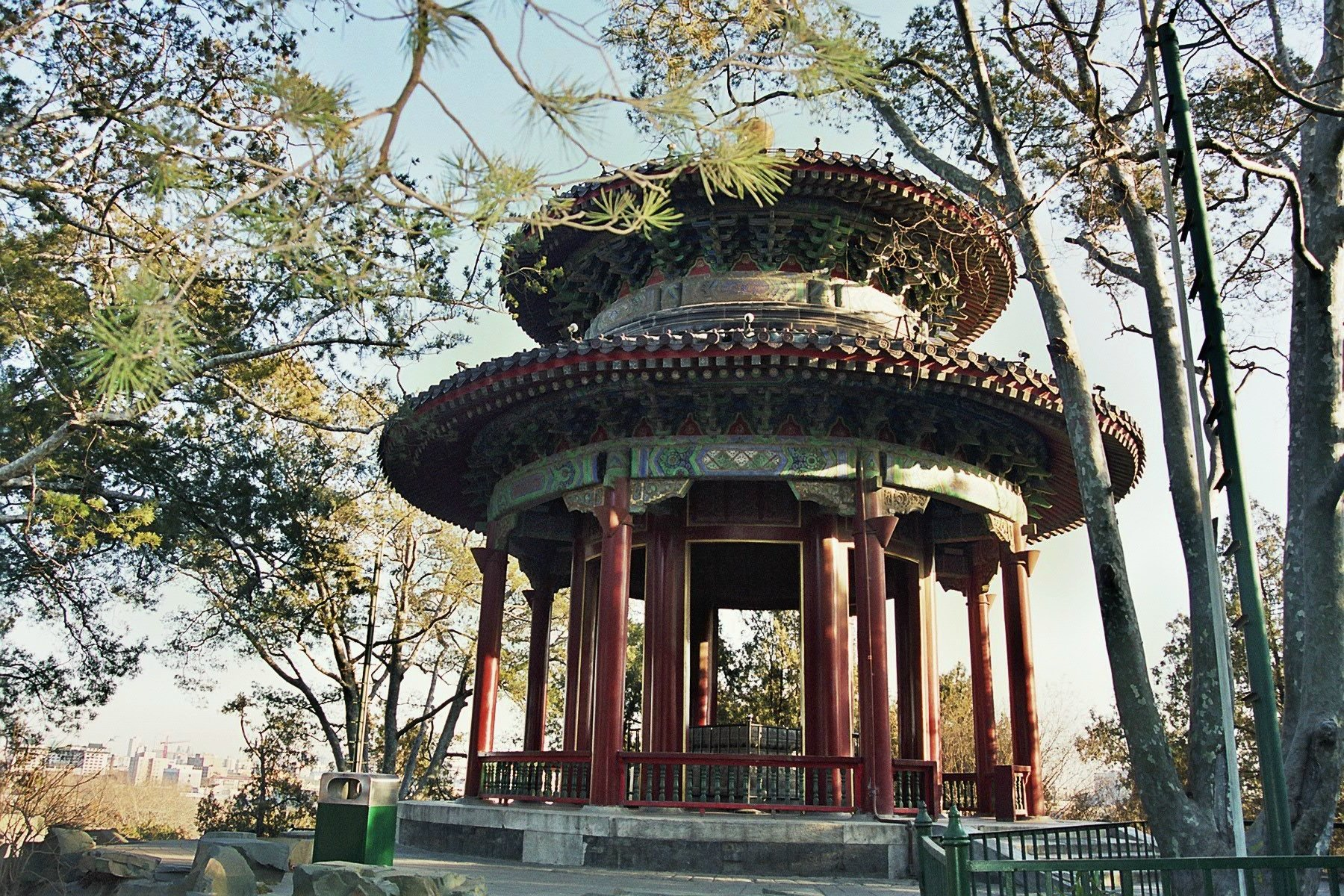
周賞亭

- 觀妙亭：东侧第二座亭。翡翠绿琉璃筒瓦顶，黄琉璃筒瓦剪边，重檐八角攒尖式。上檐重昂七踩斗栱，下檐单昂五踩斗栱，两槽柱子，内外各有八根。亭高约为14.2米，建筑面积约为110平方米。内原供五方佛之一的阿閦佛（Aksobhya Buddha），为铸铜镏金佛像，被八国联军劫去。
- 周賞亭：东侧第一座亭。孔雀蓝琉璃筒瓦顶，紫晶色琉璃瓦剪边，重檐圆攒尖顶。上檐重昂七踩斗栱，下檐单昂五踩斗栱，两槽柱子，内外各有八根。亭高约为11.3米，建筑面积近100平方米。内原供五方佛之一的宝生佛（Ratnasambhava Buddha），为铸铜镏金佛像，被八国联军劫去。

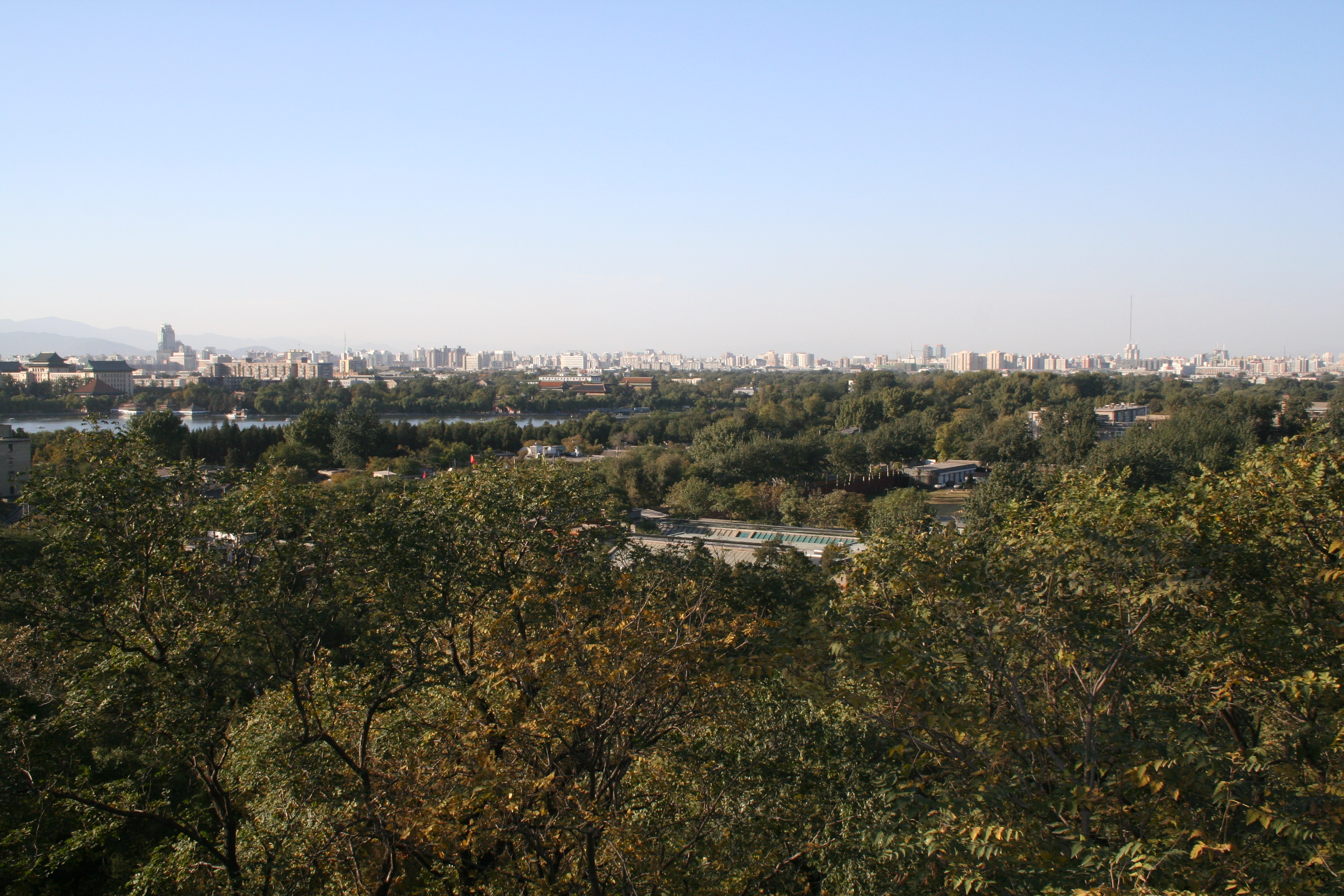
绿树掩映下的元代皇帝躬耕处旧址

### 躬耕处相关建筑
- 元代皇帝躬耕处：位于景山公园西北部。每年皇帝都亲自在此耕种[51]。

- 興慶閣：黄琉璃筒瓦绿剪边重楼四角攒尖顶，面阔三间，进深三间，上层四周带木回廊。底楼为砖石结构，東西侧均有石券门。此原為元代為皇帝躬耕所建的帶有象徵性的穀倉。明代因其舊址重建。此建築中無階梯，若上回廊，需于閣外搭梯而上。其墻壁忒厚，同皇家糧倉頗同。該閣是中國古代皇家糧倉的特殊形式。

- 集祥閣：形制同興慶閣。

### 官学相关建筑

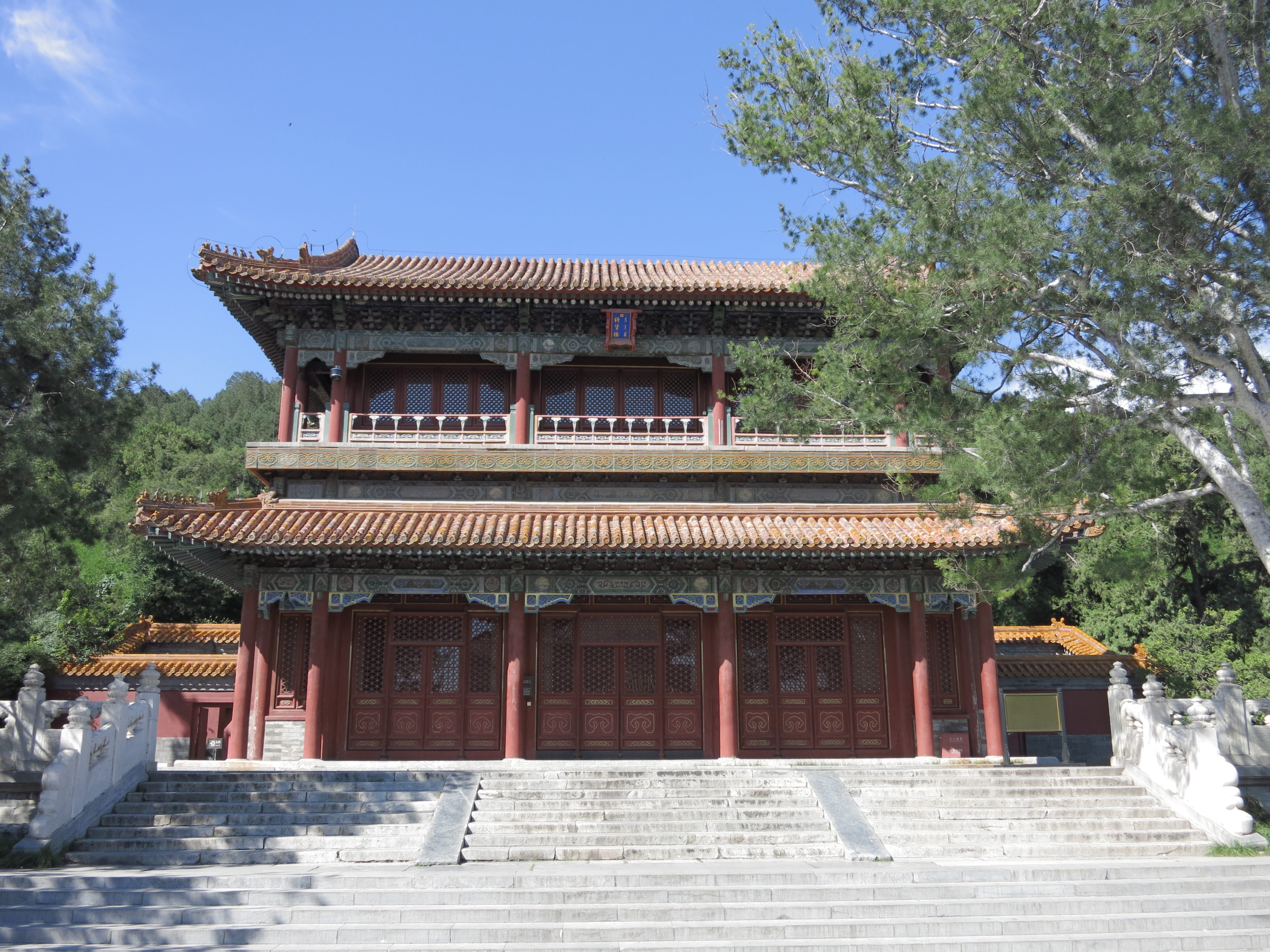
綺望樓

- 景山官學堂：原在景山门外西侧路南，清代设立的官学堂，為八旗子弟讀書之所。[52][53] 如蒋光鼐之父蒋子敏，清光绪二十三年（1897年）丁酉科举人，即入京为景山官学教习[54]。又如杨守敬（1839年—1915年）（字惺吾、晚年自号邻苏老人，宜都市陆城镇人，清末民初杰出的历史地理学家、金石文字学家、目录版本学家、书法艺术家、藏书家）同治元年（1862年）中举，同治四年（1865年）考取景山官学教习。[55] 该建筑现已无存。

- 綺望樓：在景山门内，山阳处，依山脚而立，坐北朝南。黄琉璃筒瓦歇山顶，重楼重檐，面阔五间，进深三间。上檐单昂三踩斗栱，明间悬满汉文书匾额“綺望樓”；下檐单昂五踩斗栱，前带廊，有丁头拱雀替，旋子彩画。四周有汉白玉护栏。内供奉孔子牌位。北、東、西三面墻下石台基上原有泥塑若干。[56] 此楼建于清乾隆十五年（1750年），是景山官学堂学生祭拜先师孔子的地方。中华民国时期，该楼曾举办过展览。如1937年2月25日，故宫博物院在景山绮望楼展出流落英人之手的中国古文物照片600余张。[57]承德避暑山庄内也有一座绮望楼，其匾额为乾隆帝所题。

- 文昌廟：在景山西南墙外，今景山西街南端。内供奉文昌帝君。

### 永思殿，觀德殿，護國忠義廟
這是帝后停灵处及习射相关建筑。

#### 護國忠義廟
位于觀德殿建築群東側墻外東南角。前殿祀关帝，后殿祀真武大帝。

#### 永思殿
位于寿皇殿东側，乃帝后停灵的处所，自成一院，坐北朝南。
- 宮門

- 永思门：面闊三间，进深一间，通宽13.8，通进深8.1米，绿琉璃筒瓦歇山顶黄剪边单昂三踩斗拱。

- 配殿：東、西各一。各三间，硬山箍头脊。

- 永思殿：面阔五间，进深三间，现无存。其西暖阁有乾隆帝题楹联：“一气感通昭陟降，万年嗣服式仪型。”东暖阁亦有楹联：“视听思无远，天心格有孚。」[b]

- 配殿：東、西各一。各三间，悬山顶箍头脊，一斗二升交麻叶头斗拱，旋子彩画。

#### 觀德殿
位于永思殿正門東南側，緊鄰護國忠義廟西墻。明代萬曆二十八年（1600年）在金、元建筑旧址上新建。明清兩朝為皇帝觀看兒臣射箭之所， 后亦為皇家辦理喪事和追悼祖先的場所。《史記·樂記》“是故君⼦反情以和其志，廣樂以成其教，樂⾏⽽民鄉⽅，可以觀德矣。”“觀德”也有“觀瞻祖先之遺德”之意。清順治十七年八月十九日（1660年9月23日），順治帝最寵愛的董鄂妃病逝，年22嵗。順治帝追封其為“孝獻皇后”，其遺體即在觀德殿停靈。停靈“三七”（21天）后在觀德殿大門前空地上火化，其骨灰在觀德殿安放，三年后方與去世的順治帝骨灰合葬于東陵。
觀德殿院落共四進。建筑面积6160平方米。 觀德殿坐落于第二進。院圍以紅墻，建築均覆黃瓦。現僅存觀德殿等建築，大部分建築已經拆改。此组建筑内部至今仍有植于明朝以前的古槐数株。
- 觀德橋：原在觀德門外。此处原有长约60米，宽一丈有余的弓形河道，围以汉白玉石栏，河道上正对宫门架有三座汉白玉石桥，称“觀德橋”。現無存。[22]

- 宮門：一间，琉璃砖瓦仿木结构，黄琉璃筒瓦歇山顶单翘单昂五踩斗拱，两侧开随墙门各1座。

- 觀德門：正門，五间，黄琉璃筒瓦硬山调大脊，一斗三升斗拱，前后出廊，旋子彩画。

- 觀德殿：現存觀德殿,黃色琉璃瓦歇山頂，面闊五間，進深三間，四面外檐均繪有旋子彩畫。額枋的坊心共12幅畫。其中10幅為著名的文革彩畫。殿外原悬明嘉靖帝手书“觀德殿”匾额。殿内原悬清代乾隆帝书“正大光明”匾一块，并有乾隆帝书楹联：“琴韵声清，松窗滴露依虫响；书帷夜永，萝壁含风动月华。”

- 配殿：東西各一。三间，黄琉璃筒瓦硬山顶，一斗二升交麻叶头斗拱。

- 后殿：三间，筒瓦硬山箍头脊。

- 后殿耳房：各三间，筒瓦硬山元宝顶，前出廊，旋子彩画。

### 壽皇殿

#### 壽皇殿歷史
壽皇殿是供明、清两代皇帝停灵、存放遗像和祭祖之所，即“神御殿”。明朝該殿在景山东北，清乾隆时期将旧殿拆除，新修今位于景山正北方，北京古城中軸綫上的壽皇殿。

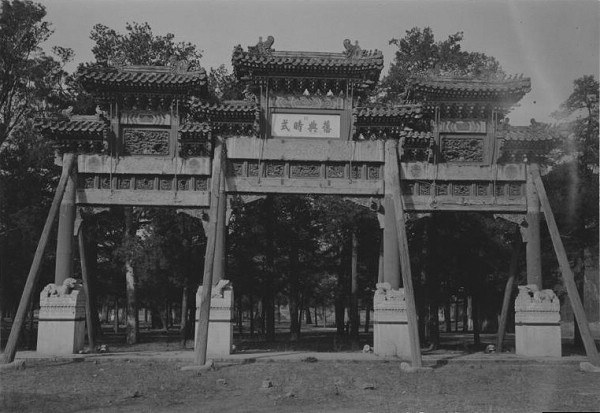
“舊典時式”牌坊，大约为1920年代。当时尚有戗柱。

清顺治十八年（1661年）正月初七，顺治帝去世。在乾清宫停灵27天后，梓宫移至寿皇殿停灵。停灵共計百日后，在寿皇殿前举行火化，点火者為僧茆溪行森。此後顺治帝的骨灰继续停放在寿皇殿，直到康熙二年（1663年）四月二十二日，同孝献皇后董鄂氏及孝康皇后佟佳氏的骨灰自景山送往清东陵的孝陵安葬。  
清朝康熙帝將該殿作为检查射箭之所。康熙帝去世之后，其子雍正帝將其“御容”奉祀于該殿。此時該殿及景山亦作囚禁之所。雍正八年（1730年）五月，又借口诚亲王胤祉參加怡亲王胤祥喪事時“迟到早散，面无戚容，交宗人府议处 ”。后胤祉即被关押在景山至死。

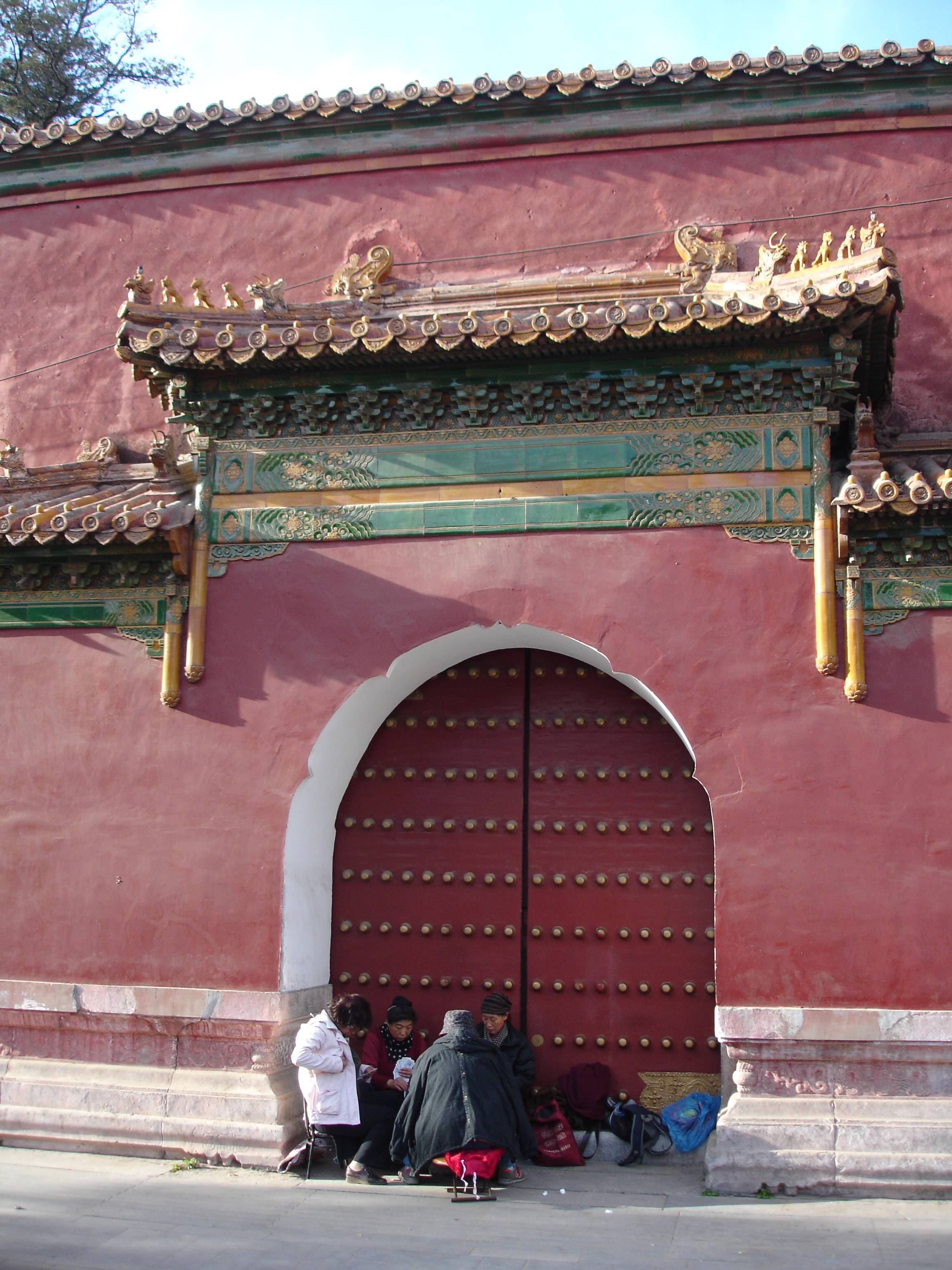
在寿皇殿宫门门洞内打扑克的游客

乾隆帝登基后又將其父雍正帝“御容”供奉于該殿。当时該殿跨度僅三楹。乾隆帝决定改建該殿，以作为奉祀“神御”之殿。乾隆十四年（1749年）春开工，冬竣工。新壽皇殿建筑群改建于北京古城南北中轴线上，建筑面积21256平方米，规模和等级远超明代所建壽皇殿。 新壽皇殿九楹，坐落于万岁山北，中轴线上，即今日的位置。左右山殿（衍慶殿，绵禧殿）各三楹，東西配殿各五楹。碑亭、井亭各兩座，神厨、神库各五處。大殿正前方為戟門五楹。戟門前是有三个门洞的宮門，該門前有石狮一对，另有三间四柱九楼雕兽夹杆石宝坊三座。據説改建此殿是拆用了明陵的木料。
辛亥年（1911年）以后，中华民国政府成立古物陈列所，曾將該殿所供奉之“御容”全部没收充當展品，遭到清室遗老遗少的數次抗议。

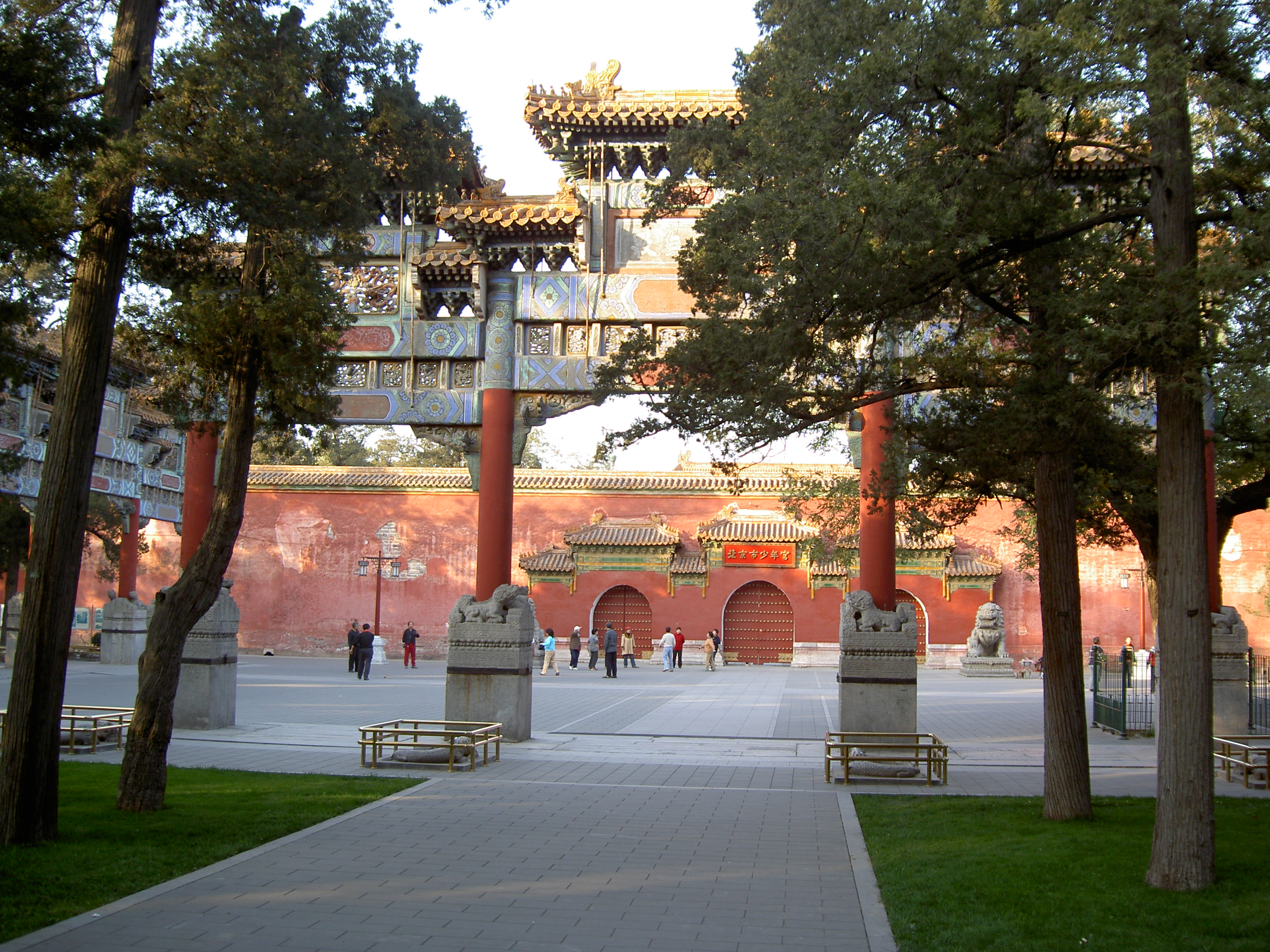
“顯承無斁”牌坊，后面為壽皇殿宮門

1952年10月25日建立的北京市少年之家由于起初位于北海北岸的阐福寺，面积较小，中国新民主主义青年团北京市委决定另寻他址。1954年，经北京市少年之家主任徐永江和故宫博物院院长吴仲超选址，定下景山寿皇殿为新址，并经团市委报告北京市人民政府，市长彭真迅速批示同意。1956年1月1日上午9时，500名佩戴红领巾的少年儿童聚集在新少年宫内，北京市副市长吴晗在会上向少年儿童宣布：“北京市的少年儿童们：我在这里宣布：今天，我代表市人民政府把这座美丽的少年宫送给你们。从今天起，你们就是这所宫殿的主人。祝你们好好学习，健康成长，准备着建设我们伟大的祖国！” 历任中国党和国家领导人均来此视察过。如胡锦涛在2004年5月31日即来北京市少年宫同少年儿童一起欢度“六一”。 现“北京市少年宫”宫名为1985年12月该少年宫建宫30周年前夕由邓小平题写。
北京市少年宫占据了景山的大片地方。到2013年底腾推移交前，北京市少年宫科技院占用永思殿及以北范围、北京市少年宫艺术院占用寿皇殿院落，此外北京市少年宫的占用范围还包括北京市少年宫体育院、开放活动院、观德殿院落、观德殿院外北侧的北京市少年宫职工宿舍、网络机房，总占地面积52318平方米。
至晚自2003年起，北京市园林局已有将北京市少年宫迁出景山的动议。自2007年起，新的北京市少年宮建築開始建設。2013年12月，北京市少年宫与景山公园完成了第一阶段腾退交接工作，“北京市少年宫”匾也从寿皇殿宫门上摘下。第二阶段腾退交接工作预计在2014年12月完成。

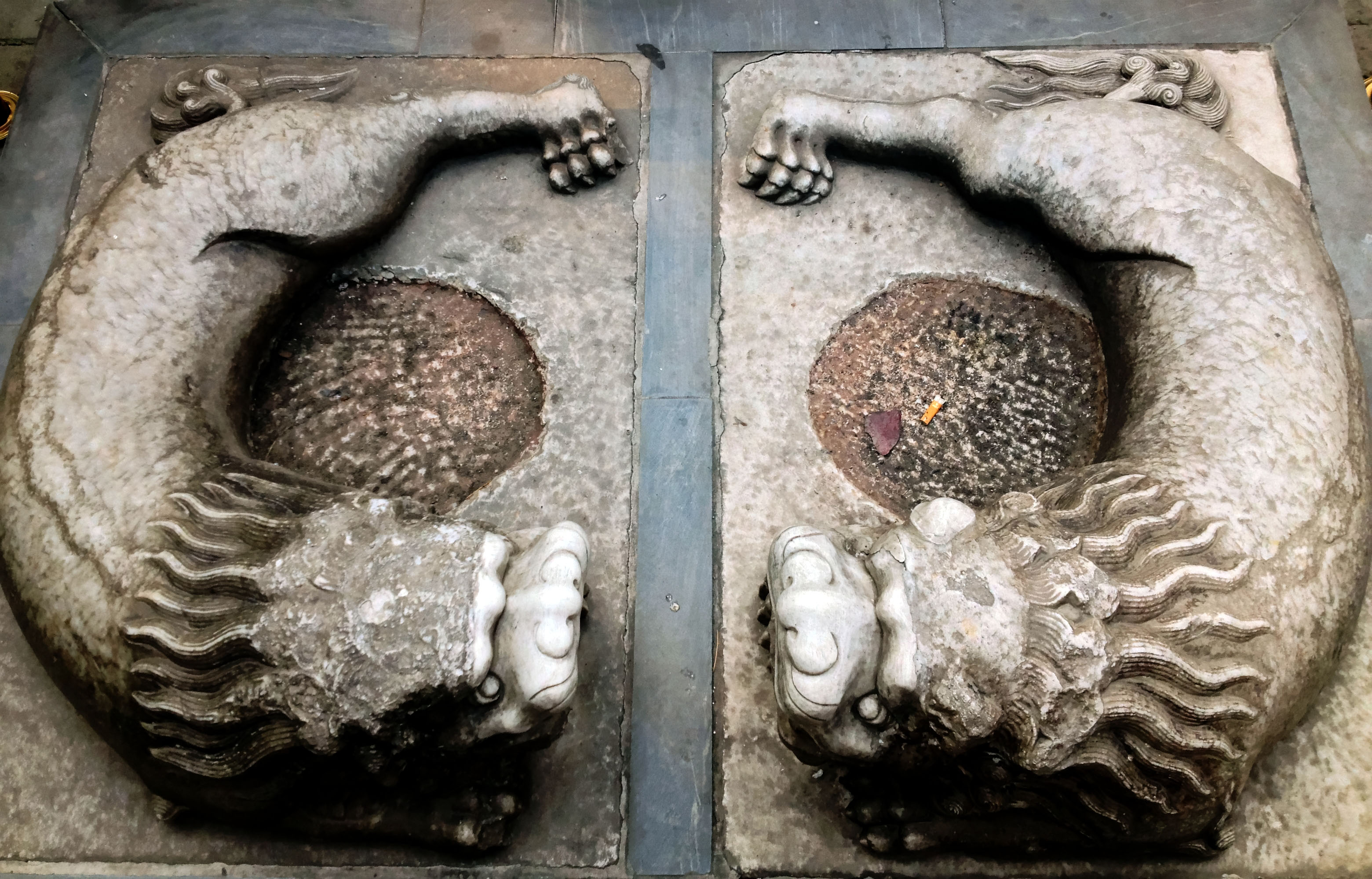
牌坊戗柱去除后，留下的石戗兽

#### 壽皇殿及附属建築群
本建筑群包括：
- 九举牌樓：宫门外东、西、南三面各立四柱九楼式牌坊一座（原为金丝楠木梁柱，現已改為混凝土柱，戗柱皆去除），黄琉璃筒瓦庑殿顶。通面阔16.2米，带斗拱，繪以墨线大点金金龙枋心旋子彩画。建于清乾隆十四年（1749年），1947年曾大修，1960年代又曾修葺。[22] 2007年再次重修，2007年12月19日修毕。[68][69] 坊额均为乾隆帝所题。
  - 南牌坊：北侧额曰“昭格惟馨”，[70] 南侧额曰“顯承無斁”。[71]
  - 西牌坊：东侧额曰“舊典時式”，[72] 西侧额曰“世德作求”。[73]
  - 东牌坊：西侧额曰“紹聞祗遹”，[74] 东侧额曰“继序其皇”。[75]

- 宮門：為外院正門。牌楼式拱券门三座。黄琉璃瓦庑殿顶，琉璃重昂五踩斗栱。门口为清乾隆时期雕凿的石狮一对。[76] 然根据园方说明牌显示，现置一对石狮为元朝遗物。

- 壽皇門（戟門）：为内院正门。黄琉璃筒瓦歇山顶。面阔五间，进深三间。重昂五踩斗栱，和玺彩画。四周有汉白玉石栏杆，八级踏步，中间為御路。該门两旁有侧门，黄琉璃筒瓦庑殿顶，单昂单翘五踩斗栱。1981年4月10日晚，由于用电不慎引起火灾,寿皇门全部烧毁。后重建。复原寿皇门的设计工作由故宫博物院古建管理部承担。[77] 門外東側原有娑羅樹一株，現已無存。

- 配殿：東、西各一。各五间，进深一间，黄琉璃筒瓦悬山顶调大脊，一斗二升交麻叶头斗拱，旋子彩画。

- 井亭：在門外西側。黄琉璃筒瓦顶，每面宽6.1米，一斗二升交麻叶头斗拱，下有石围栏。

- 宰牲亭：在門外東側。形制同井亭。

- 壽皇殿：正殿。殿覆黄琉璃筒瓦重檐庑殿顶，上檐重昂七踩斗拱，和玺彩画。面阔9间，进深3间，前后带廊，前有月台绕以护拦，前、左、右各有12级踏步，前正中有御路，雕二龙戏珠。檐下明间悬滿漢文“壽皇殿”木匾额。殿内中龛匾曰“绍闻天下”，左龛匾曰“对越在天”，[78] 右龛匾曰“同天光被”。[79] 此为嘉庆帝御书。

- 燎炉：东、西各一。黄琉璃砖瓦仿木结构。

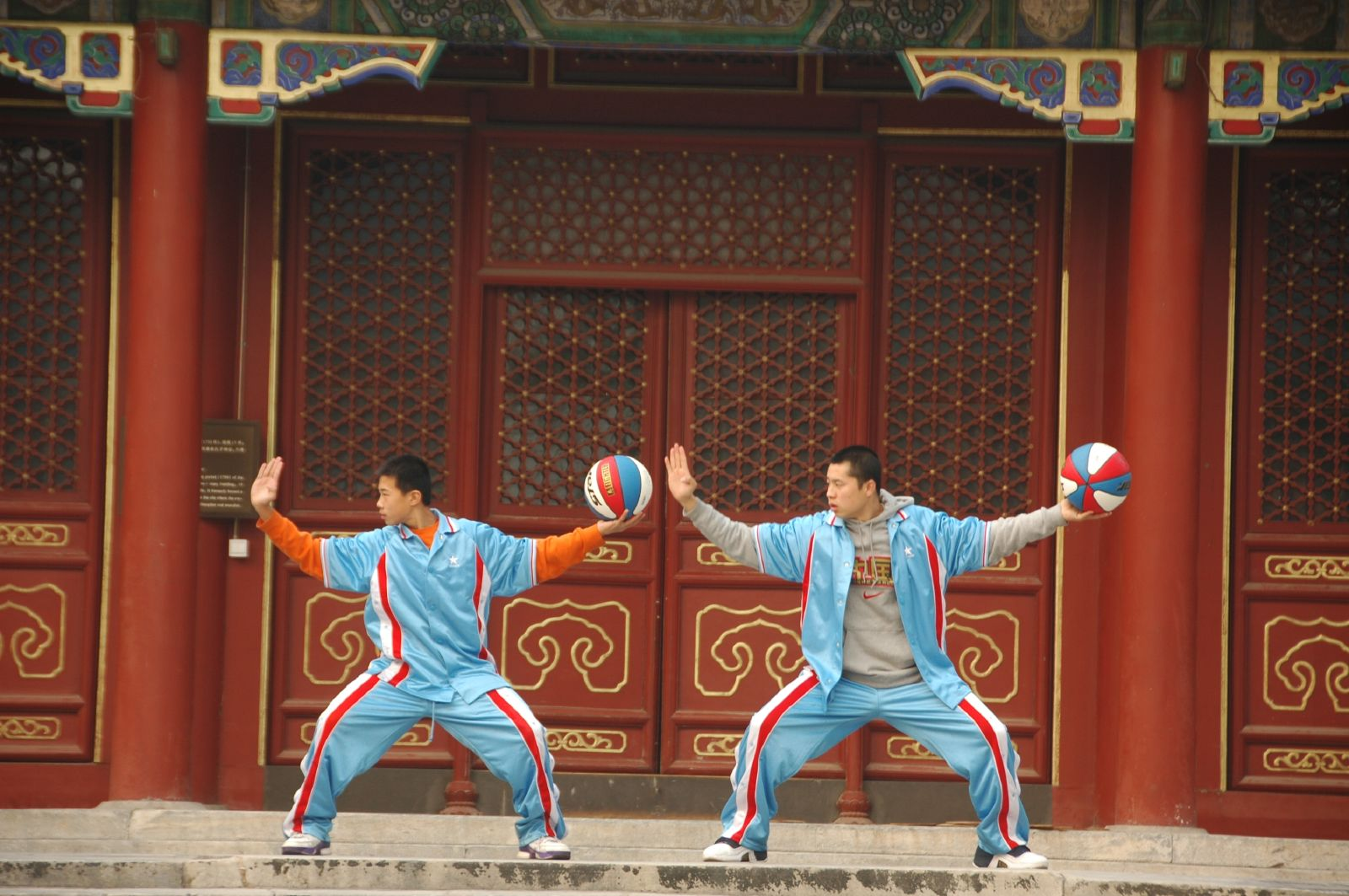
景山公园内正在练习武术的少年，2007年

- 衍慶殿：在西。黄琉璃筒瓦歇山调大脊，面阔3间，进深1间，前后带廊。重昂五踩斗拱，旋子彩画，四周有石护拦。

- 绵禧殿：在東。形制同衍慶殿。

- 碑亭：東、西各一。

- 配殿：壽皇殿東、西各一。

- 神庫：内、外院東西牆之間。

#### 壽皇殿珍藏
1900年庚子事變前，壽皇殿珍藏有大批繪畫等文物。八國聯軍進佔北京后，海軍上尉皮埃爾·洛蒂（Pierre Loti）為法军少将司令亨利·尼古拉·弗雷（Henri Nicolas Frey）尋找住所時來到壽皇殿。后法軍佔領壽皇殿，並將該殿作爲司令部。皮埃爾·洛蒂在日記（Les dernier jours de Pékin，中文名《在北京最后的日子》）中寫道：“1900年10月23日，星期二，北京。當我推開壽皇殿沉重的大門時，裏面一片漆黑。在大殿裏我打開了一個落滿灰塵的箱子，裏面放著上百個君王的禦璽。它們是用整塊的瑪瑙、玉石或金子製成的。”幾天後，司令弗雷率部來此，由日軍隨軍記者小川一真拍下了其與部屬在壽皇殿銅鹿旁的照片。按清朝祖制规定，已故皇帝及其后妃御容像及印玺必须供奉于寿皇殿内。法军少将司令弗雷与其部属將其劫掠一空。1925年至1934年，弗雷及其夫人分批共向法国政府捐赠18件重要的中国文物。例如1931年9月5日，弗雷致信法国文化部称：“司长先生：我很荣幸地告知您，弗雷夫人与我通过遗嘱将《乾隆皇帝肖像》、《皇后肖像》及描绘中国皇帝生活场景（狩猎、驻扎、行进、车马、山水等等、等等）四大卷绢本绘画捐献给卢浮宫博物馆……此致崇高敬意！弗雷将军”1932年10月9日，弗雷的遗孀在致卢浮宫博物馆亚洲部负责人乔治·沙乐的信中称：“根据约定我将乾隆皇帝肖像、皇后肖像及描写皇帝生活场景的绢本画四轴交给您。虽说按照遗嘱，这些物品应在我去世后捐给卢浮宫，但我更高兴在我活着时就完成这件事情……”同日她在寄给同一收信人的另一封信中称：“所以，我请求您一定给这两幅肖像安排一个好的位置，并署上亨利·尼古拉·弗雷将军的名字……”1945年后，卢浮宫博物馆亚洲部全部藏品转移到巴黎吉美博物馆收藏。
玆舉若干例据信與壽皇殿有關之文物如下：
绘画
- 鑑古席珍冊頁：清乾隆，乾隆帝、郎世寧、董邦达、邹一桂、钱维城、丁观鹏作。九開，上下各有木板。封面木板中央竪刻四字“鑑古席珍”，
- 苑西凱宴圖：清乾隆，張廷彥、周鯤繪。描繪征金川的大將軍傅恆凱旋，乾隆帝在南海丰澤園設宴款待將士的場景。《苑西凯宴图》是《初定金川出师奏凯图》四卷的最后一卷，据说也是流失到海外的唯一一卷。2005年11月22日，巴黎佳士得秋季拍賣會，法國前總統保罗·杜梅（Paul Doumer）后人提供了兩件拍品，據稱為司令弗雷贈給該總統者。即本圖與鑑古席珍冊頁。[82]
- 乾隆南巡图·第一卷：弗雷家族藏品，出现在国际拍卖市场。[81]
- 乾隆南巡图·第七卷：弗雷家族藏品，出现在国际拍卖市场。[81]
- 木兰图·第四卷：清郎世宁繪，弗雷家族藏品，出现在国际拍卖市场。[81]
- 纯惠贵妃像（油画）：2010年出现在瀚海秋拍前期宣传中，拍卖图录称其“出自弗雷家族的收藏”。[81]
- 乾隆皇帝半身朝服像（油画）：清郎世宁繪。弗雷捐给卢浮宫博物馆，现藏吉美博物馆。[81]

印玺
- 康熙御印“戒之在得”和“七旬清健”：弗雷家族藏品，出现在国际拍卖市场。[81]
- 康熙御用“佩文斋”十二组玺：弗雷家族藏品，出现在国际拍卖市场。[81]
- 乾隆“太上皇帝之宝”：弗雷家族藏品，出现在国际拍卖市场。[81]

### 其他建筑

#### 蘇州巷

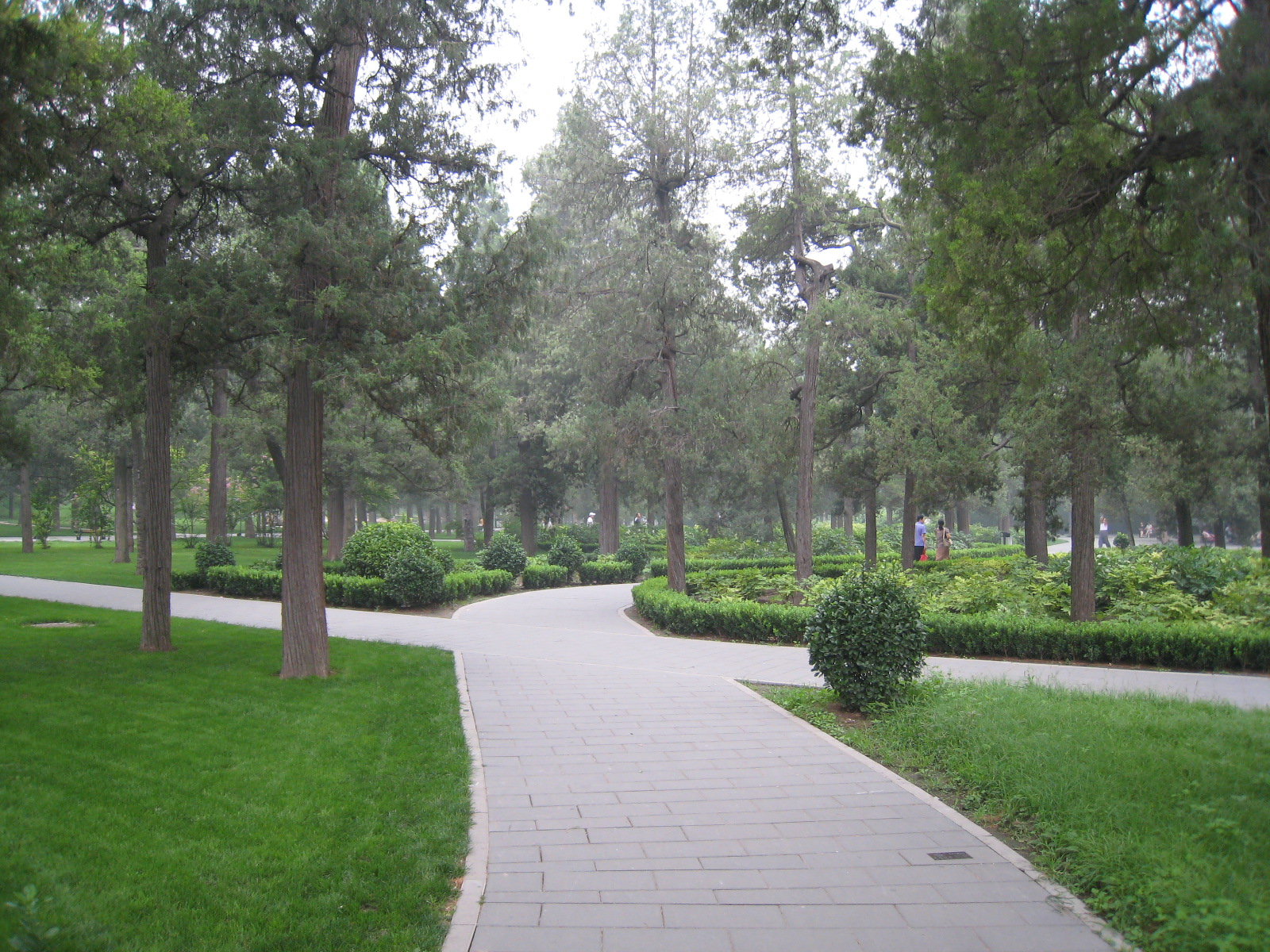
景山公园内的小路

清代，景山是重要的宫廷昆曲管理机构和教育机构的名称和所在地。自康熙时起，宫廷昆曲日盛。据董含《尊鄉贅筆》：康熙二十二年（1683年），“（帝）以海宇蕩平，宜與臣民共為宴樂，特發帑金一千兩，在後宰門駕高臺，命梨園演《目連》傳奇，用活虎、活象、真馬。”南府和景山是当时宮中管理戲曲演出的两个衙署。康熙三十四年（1695年）七月關於宮廷用項開支銀兩的滿文檔案中，出現很多有關“景山授藝教習”的內容，如：“十九日，本月給景山授藝教習王國川、王時元、金有成、張文燦、唐國俊五人錢糧銀各四兩。”“當日，在景山教學藝諸太監之教習包虎、初國珍、龐國瑞三人，每日各以一錢五分計。”“給景山九間房學藝太監宋金朝等二十八人牛尾纓藤涼帽二十八。”
乾隆年间，宮廷的戲曲管理日益完善。敕編並成書於乾隆三十四年（1769年）的《國朝宮史》记录了景山和南府的編制及奉銀數額。当时規定：景山、南府各設總管一名，官級七品執守侍，錢糧相同，均為月銀五兩，米五斛，公費銀一兩；首領南府多於景山二名為四名，俱八品侍監，且月銀比景山三兩多一兩，米多一斛為四斛，公費銀卻同為七錢三分三厘；兩處委署首領均無定額和品級，月銀同為三兩，米三斛，公費銀七錢三分三厘；另外兩處太監均無定額，錢糧費用待遇均相同。 嘉慶十一年（1806年）成書的《國朝宮史續編》记载，上述规定中僅錢糧和公費發生了一些變化，如景山首領月銀和米變為与南府等同，公費發放的銀兩改為製錢， 此外一切如故。
乾隆二十年（1755年）熱河出行，南府、景山各學均參加。其编制为：南府：南府總管、內頭學、內二學、內三學、外頭學、外二學、外三學、弦索學、錢糧處、中和樂；景山：景山總管、教習學生、新小學、小內學、宮戲學、十番學、錢糧處。 這些編制直至乾隆朝終，基本无變化。
景山不仅是当时的戏曲管理机构所在地，当时一部分学戏伶人即居于景山内。《寰垣識略》：“景山內垣西北隅，有連房百余間，為蘇州梨園供奉所居，俗稱蘇州巷。”此苏州巷约在今山右里门内北侧。
道光元年（1821年）六月，道光帝頒諭旨，“其景山大小班著歸併在南府，永遠不許提景山之名。再大戲有一百二十餘人之戲，可矣減去一百名，上二十名皆可。” 自康熙時成立的景山衙署自此消失。

#### 壽皇亭
明亡后，一些史书记载崇祯帝并非死于槐树处，而是死于寿皇亭。因当时景山并无寿皇亭，仅有寿皇殿，故后世学者每多争议。钱轵《甲申传信录》称崇祯自缢于巾帽局，其为明宦官二十四衙门之一，掌宫内靴帽制作，处皇城东北角，今东城区织染局胡同东端。又如《明季北略》记崇祯自缢于海棠树上。《京师坊巷志稿》引《天启宫词注》有“回龙观多海棠，旁有六角亭，每花发时，上临幸焉。”此回龙观恰在巾帽局附近。而俞平伯则主张崇祯帝崩于今景山，但未指其即寿皇亭。
如今景山内确有一座寿皇亭。在景山东北山麓，但此亭并非古亭，而是近些年新建的。明史学界有关寿皇亭的争论为来此亭的游客增添了有趣的谈资。

#### 炮厂
比利时传教士南怀仁于1659年来华，从康熙十三年(1674年)到二十八年(1689年)，为清政府制造火炮共计566门；随后，清政府在紫禁城内的养心殿造办处、景山和铁匠营设立炮厂，所制枪炮专供皇室和满八旗之用。

## 其他古跡

### 明思宗殉國處

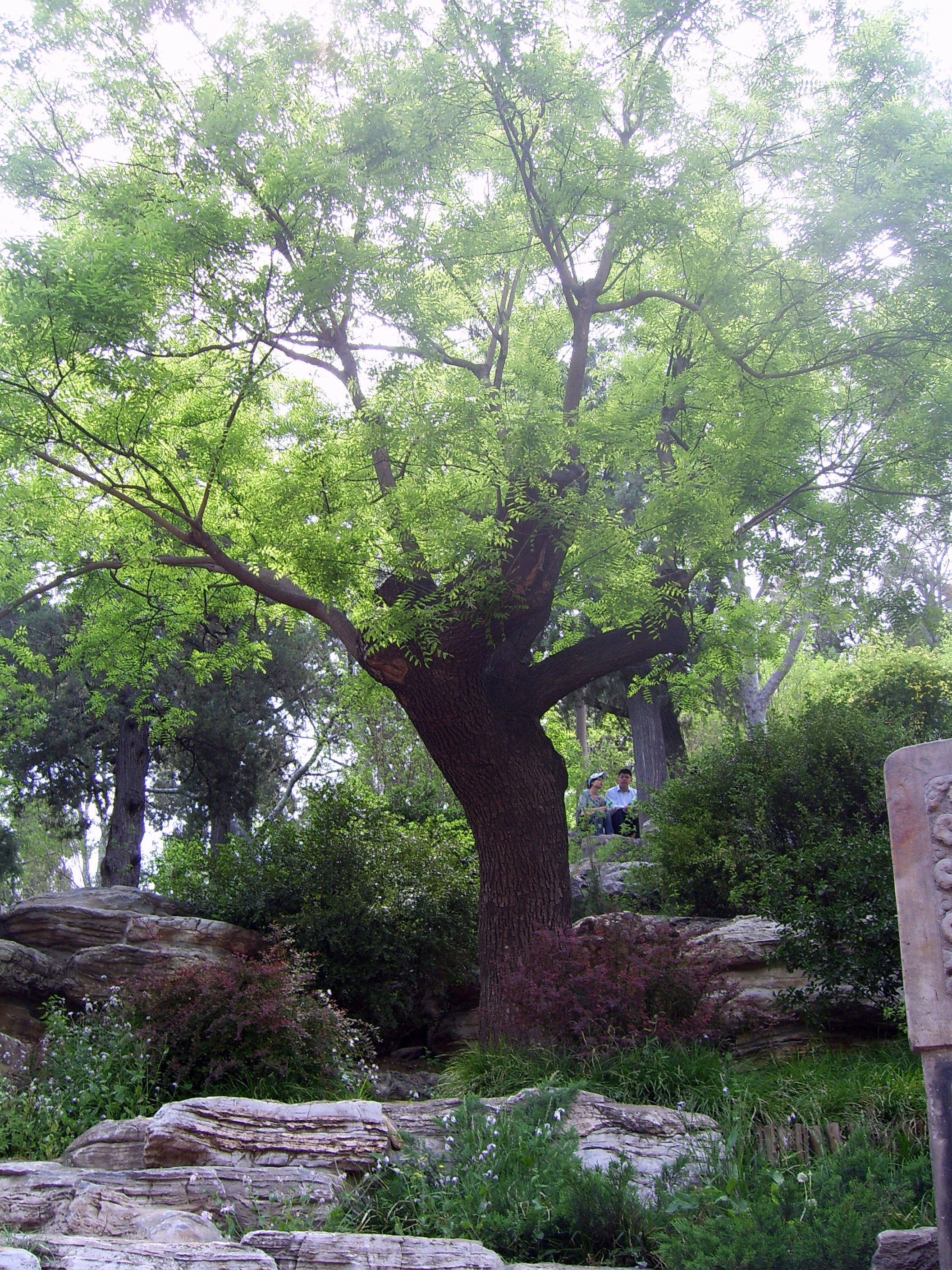
今見的槐樹是公園管理處於1996年所移栽，此地傳為與明思宗上吊的槐樹栽植於同一位置。

崇祯十七年（1644年）旧历三月十九日，崇祯帝在李自成的农民起义军攻进北京时，仓皇从紫禁城的神武门逃出，在景山东坡的一棵歪脖老槐树下自縊身亡，时年33岁。其时皇帝身边仅有太监王承恩追随。
此樹在清代被顺治帝加上鎖鏈，名之曰“罪槐”，以慰民心。在树下立“下马石”，命令皇族成员路过都要下马步行，以示哀悼。1900年八國聯軍將鎖鏈掠走。1956年拆除树圈并改为栏杆。
1966年文化大革命大串联期間，老樹樹皮和樹枝被各地來景山旅遊的紅衛兵剝去做紀念品，老槐樹因此死亡。当时北京市园林局将情况上报北京市革命委员会（北京市革委会），革委会主任吴德将报告转给江青，1971年，经国务院总理周恩来同意，北京市革委会批准，市园林局下令将“罪槐”伐除（一说当时这株槐树并没有死便被伐除）。
1981年，公园管理处将景山南坡找到一株碗口粗的小槐树移栽至老槐樹原处。1996年，公园管理处将东城区建国门内北顺城街7号门前一株有一百五十多年树龄的古槐移植至老槐树原处，替代了1981年新移植的小槐树。
历代均有诗文评此处。如清代《燕都杂咏》中有诗云：“巍巍万岁山，密密接烟树；中有望帝魂，悲啼不知处。”1950年代，有联曰：“君王有罪无人问，古槐无过受锁枷。” 树前所立说明牌恰成中国政治的晴雨表。
现此处立有碑刻兩通，分别为：

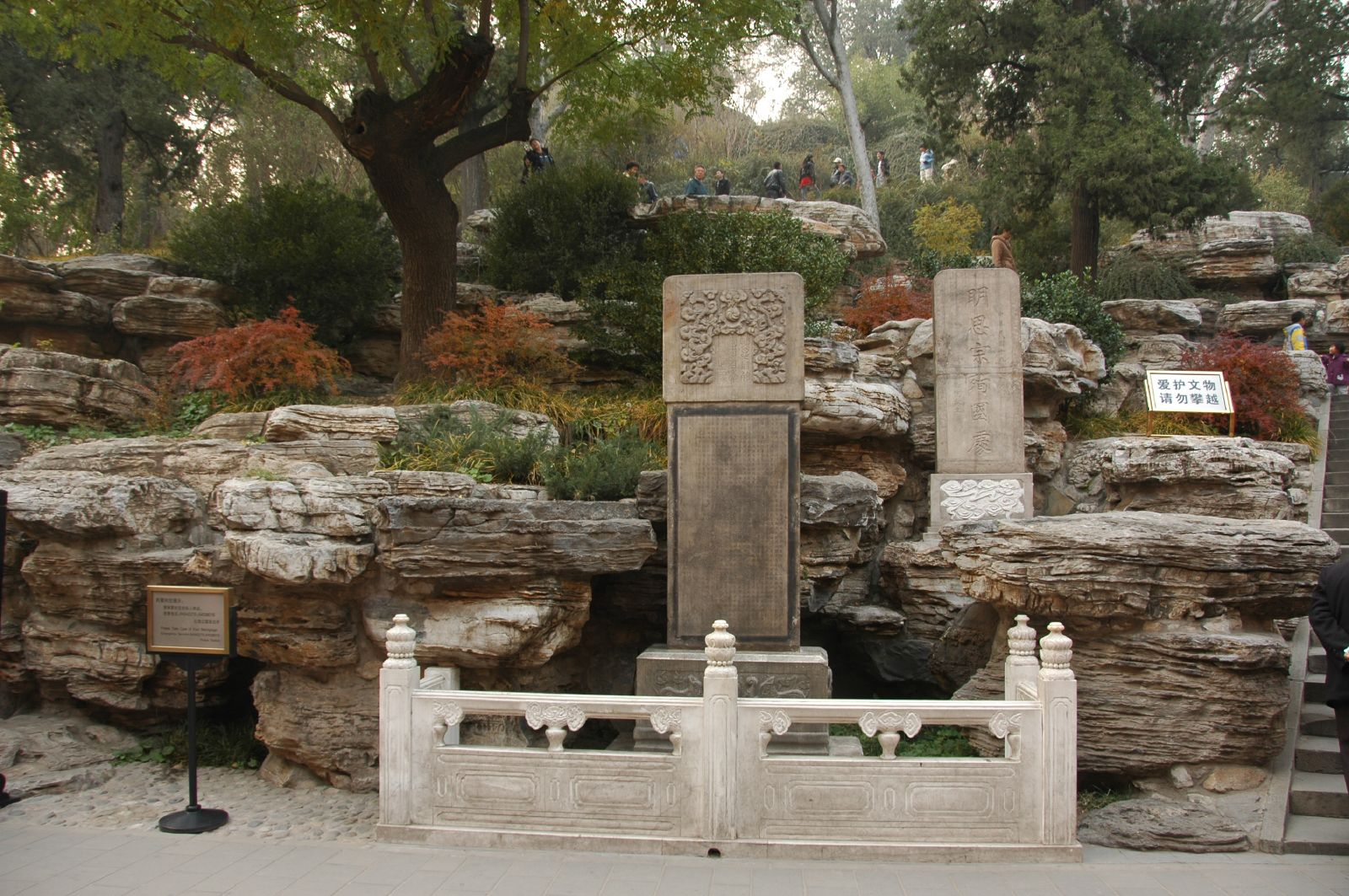
“明思宗殉國處”的两通碑刻

- “明思宗殉國處”碑：1930年，故宮博物院延請沈尹默書寫勒石，1931年立於老槐樹旁。碑高2米，正面縱題“明思宗殉國處”六個大字。其中“明”字以“目”和“月”组成。右側的上款為“中华民国十九年三月”，左側的下款為“故宫博物院敬立”。[108] 該碑1944年被拆掉，置於壽皇殿院内。1955年寿皇殿院筹建北京市少年宫时被截為两块，当作井盖使用。1990年，北京市少年宫经过查找，终于在一次施工中发现該石碑。經過修復，該石碑被立至原處。[16]

- 明思宗殉國三百年紀念碑：1944年，為崇祯帝去世300周年。明思宗殉国三百年纪念筹备会延請傅增湘撰文，陳雲誥書丹，潘齡皋篆額，經故宮博物院許可，立該碑于老槐樹旁。镌刻者为北京琉璃厂陈云亭镌碑处的陈志敬。[109][110] 此時正值第二次世界大戰，即中國抗日戰爭時期。該碑文頗具愛國精神。[111][112][113] 由于碑文对李自成起义军不敬，故该碑於1955年8月根据北京市副市长吴晗的批示拆除，原处换为木质说明牌。文化大革命期间，该碑被拦腰断为两截，改做公园内石桌。2003年7月被景山职工在公园内重新发现。2004年5月7日暨夏历甲申年三月十九日复立於原處。[114][115]

### 古树
- 虯龍柏：位于寿皇门南侧树林内，为明代嘉靖帝爱猫“霜眉”的坟——“虯龍塚”上的柏樹。“霜眉”毛色微青，而雙眉潔白，故得名。此貓善解人意，頗得嘉靖帝喜爱。故“霜眉”死后，嘉靖帝以金棺收殓，葬于万岁山（即景山）陰，並念经斋醮，令大臣袁煒为之撰词，其中有“仙狮為龍”之语。因题墓碑名曰“虯龍塚”。[116]
- 槐中槐：位于永思殿宫门西北侧。是唐代槐树中又生槐树的奇景[117]。
- 二將軍柏：植于9世纪，位于护国忠义庙前，由康熙帝命名[118]。

## 现况

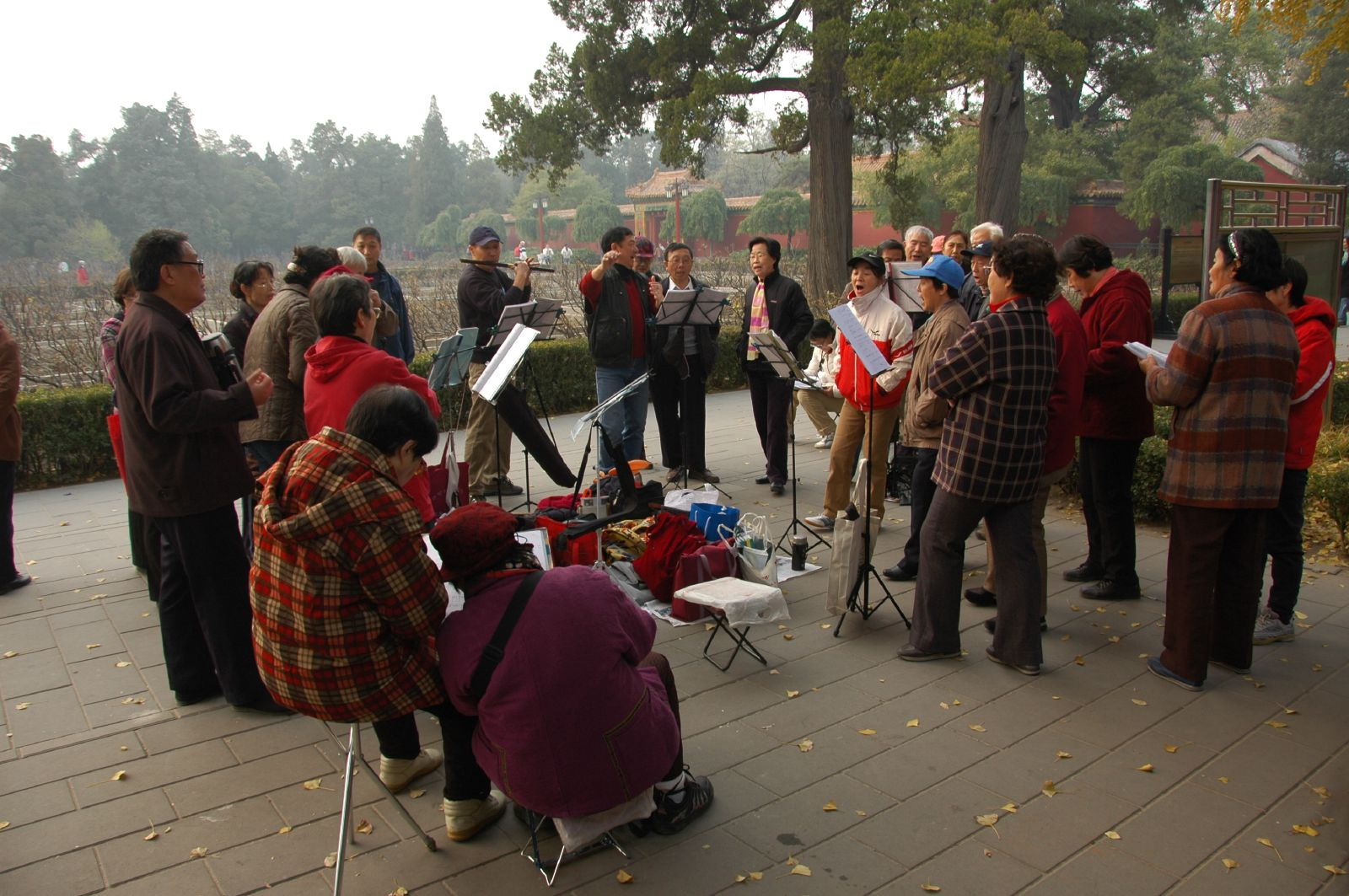
在景山公园牡丹园旁合唱的群众，2007年

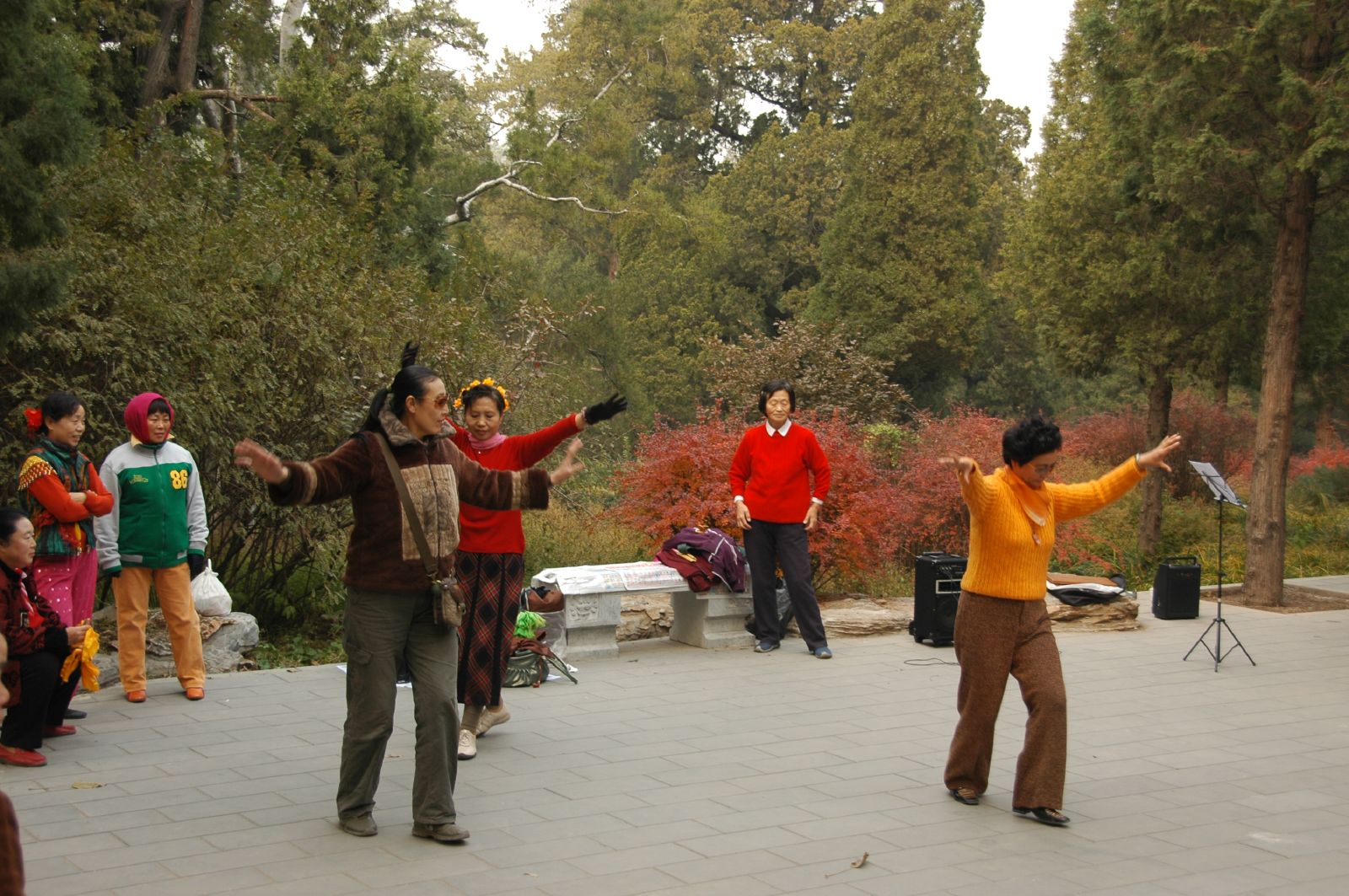
正在景山公园内跳舞的中老年人，2007年

除了衆多的古跡外，景山公園現在還以其牡丹園與群衆歌詠而聞名。

### 牡丹園
位于觀德殿宮門南等處，是北京市著名的牡丹觀光地，共種植有上万株牡丹。元代《大都宫殿考》：“后苑中为金殿，四处尽植牡丹百余本，高可五尺。”《北海景山公园志》记载，1950年代景山的牡丹就有99个品种、852株；芍药42个品种、556墩。其牡丹除本園培育外，還有來自洛陽、菏澤等地者，品種多樣，如姚黃、魏紫、青龙卧墨池、豆绿、玉板白等皆有，在每年5月初牡丹開放時節是市民們觀賞的極佳地點。

### 群衆歌詠
景山公园现今是许多熱愛歌唱的北京市民合唱歌曲的地方。 他們所唱的歌曲既有中國民族歌曲（中國民歌），又有1950年代-1970年代的革命歌曲，還有外國歌曲，不僅有歐洲歌劇和中國歌劇選段，還有流行音樂。此地著名的合唱團有紅太陽合唱團等。

#### 景山合唱節
景山合唱節（Jingshan Choir Festival）為北京市西城區政府在景山公園舉辦的合唱節。該合唱節自2004年起開始舉辦，每年一屆。

## 余兴
- 邮票：中国人民邮政曾经发行过有关景山公园的邮票。如1979年4月2日发行的普20-1《景山公园》。[129]

- 挖煤：景山又称煤山，引起了许多人的好奇心。许地山在《上景山》中说：“万春亭周围被挖得东一沟，西一窟。据说是管宫底当局挖来试看煤山是不是个大煤堆，象历来的传说所传底，我心里暗笑信这说底人们。”有游客也参与到“挖煤”活动中。[56]

## 延伸阅读

### 官方志書
- 北京北海、景山公园管理处,云南林学院园林系编，园林绿化结合生产，北京：中国建筑工业出版社，1979年3月。
- 北海公园管理处 林为民，高观锁，景山公园，北京：北京日报出版社，1983年4月。
- 北海景山公园管理处编，北海景山公园志，北京：中国林业出版社，2000年10月。
- 北京市景山公园管理处编，景山牡丹，北京：中国林业出版社，2008年1月。
- 北京市景山公园管理处 沈方，张富强主编，景山（画册，中英文对照），北京：文物出版社，2008年3月。

### 地图
- 《遥感信息》编辑部 编辑，故宫、景山导游图，北京：测绘出版社, 1987年10月。